# Comuna Dragu, Sălaj
Dragu este o comună în județul Sălaj, Transilvania, România, formată din satele Adalin, Dragu (reședința), Fântânele, Ugruțiu și Voivodeni.

## Demografie
Componența etnică a comunei Dragu
     Români (68,51%)
     Romi (19,76%)
     Alte etnii (0,32%)
     Necunoscută (11,42%)
Componența confesională a comunei Dragu
     Ortodocși (55,81%)
     Penticostali (31,49%)
     Alte religii (1,22%)
     Necunoscută (11,48%)
Conform recensământului efectuat în 2021, populația comunei Dragu se ridică la 1.559 de locuitori, în creștere față de recensământul anterior din 2011, când fuseseră înregistrați 1.427 de locuitori. Majoritatea locuitorilor sunt români (68,51%), cu o minoritate de romi (19,76%), iar pentru 11,42% nu se cunoaște apartenența etnică. Din punct de vedere confesional, majoritatea locuitorilor sunt ortodocși (55,81%), cu o minoritate de penticostali (31,49%), iar pentru 11,48% nu se cunoaște apartenența confesională.

## Politică și administrație
Comuna Dragu este administrată de un primar și un consiliu local compus din 9 consilieri. Primarul, Angelica Lazăr[*], de la Partidul Național Liberal, este în funcție din 2016. Începând cu alegerile locale din 2024, consiliul local are următoarea componență pe partide politice:
|  | Partid                    | Consilieri | Componența Consiliului | Componența Consiliului | Componența Consiliului | Componența Consiliului | Componența Consiliului | Componența Consiliului | Componența Consiliului |
|  | ------------------------- | ---------- | ---------------------- | ---------------------- | ---------------------- | ---------------------- | ---------------------- | ---------------------- | ---------------------- |
|  | Partidul Național Liberal | 7          |                        |                        |                        |                        |                        |                        |                        |
|  | Partidul Social Democrat  | 2          |                        |                        |                        |                        |                        |                        |                        |

## Imagini

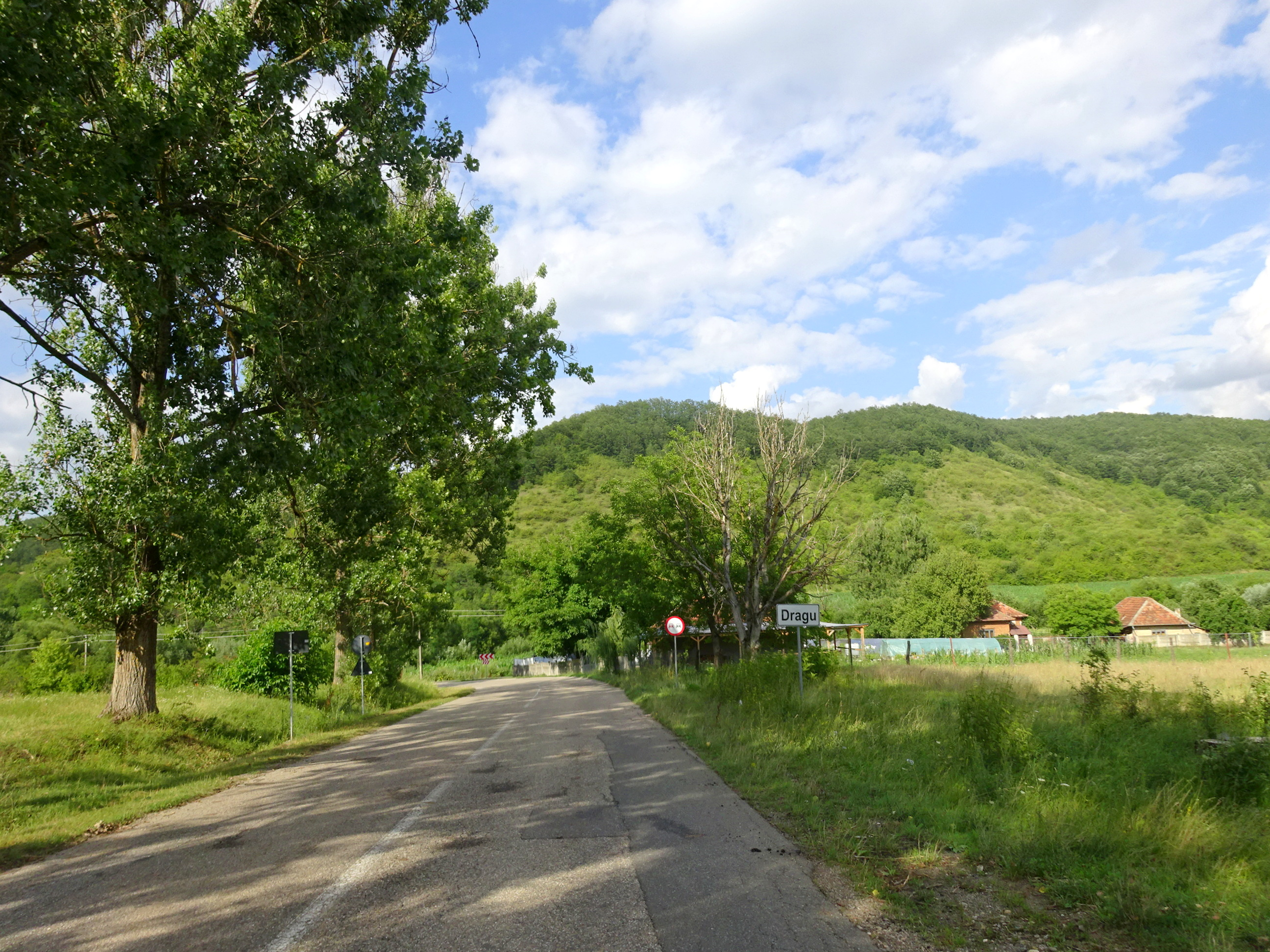
Intrarea în centrul de comună
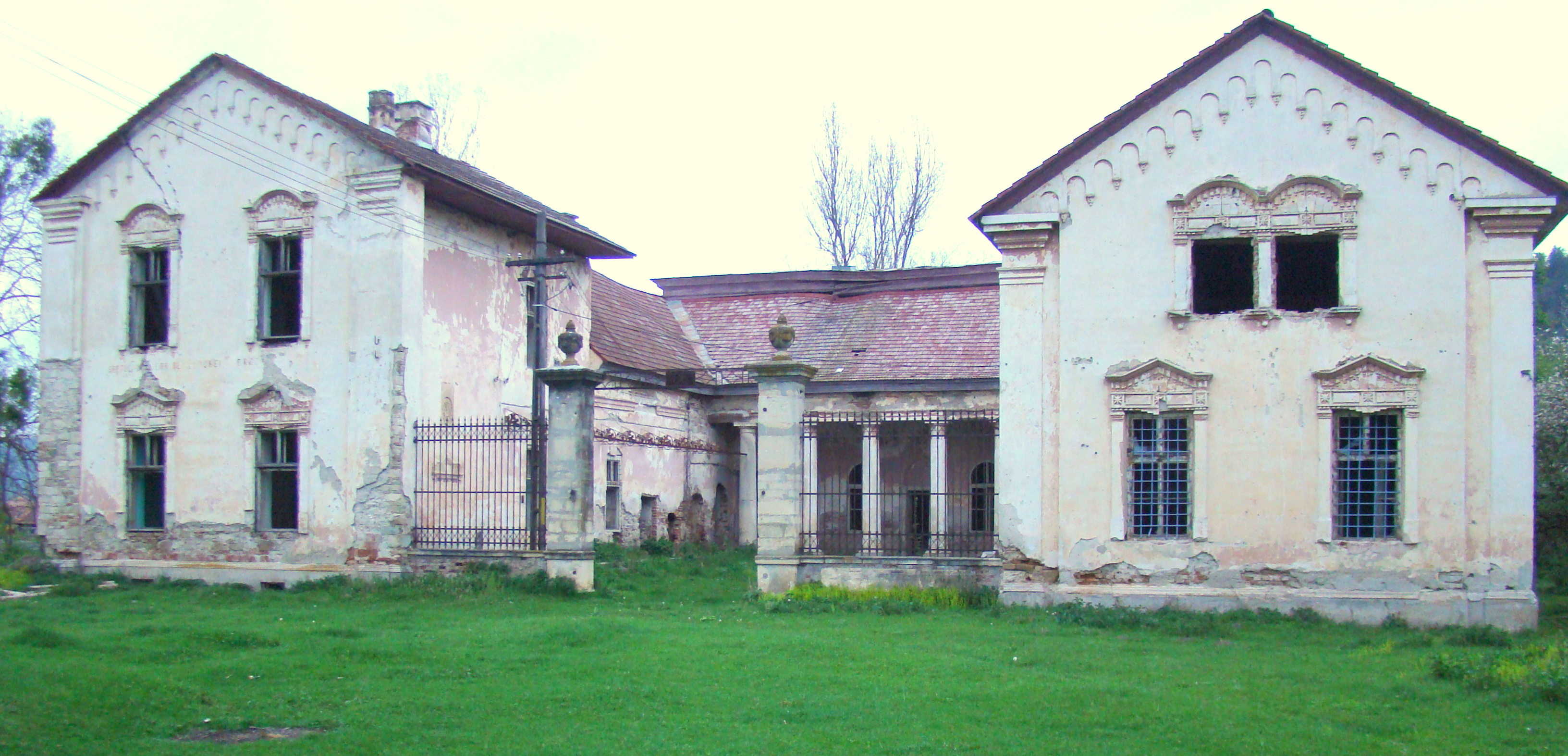
Castelul Bethlen din Dragu (monument istoric)
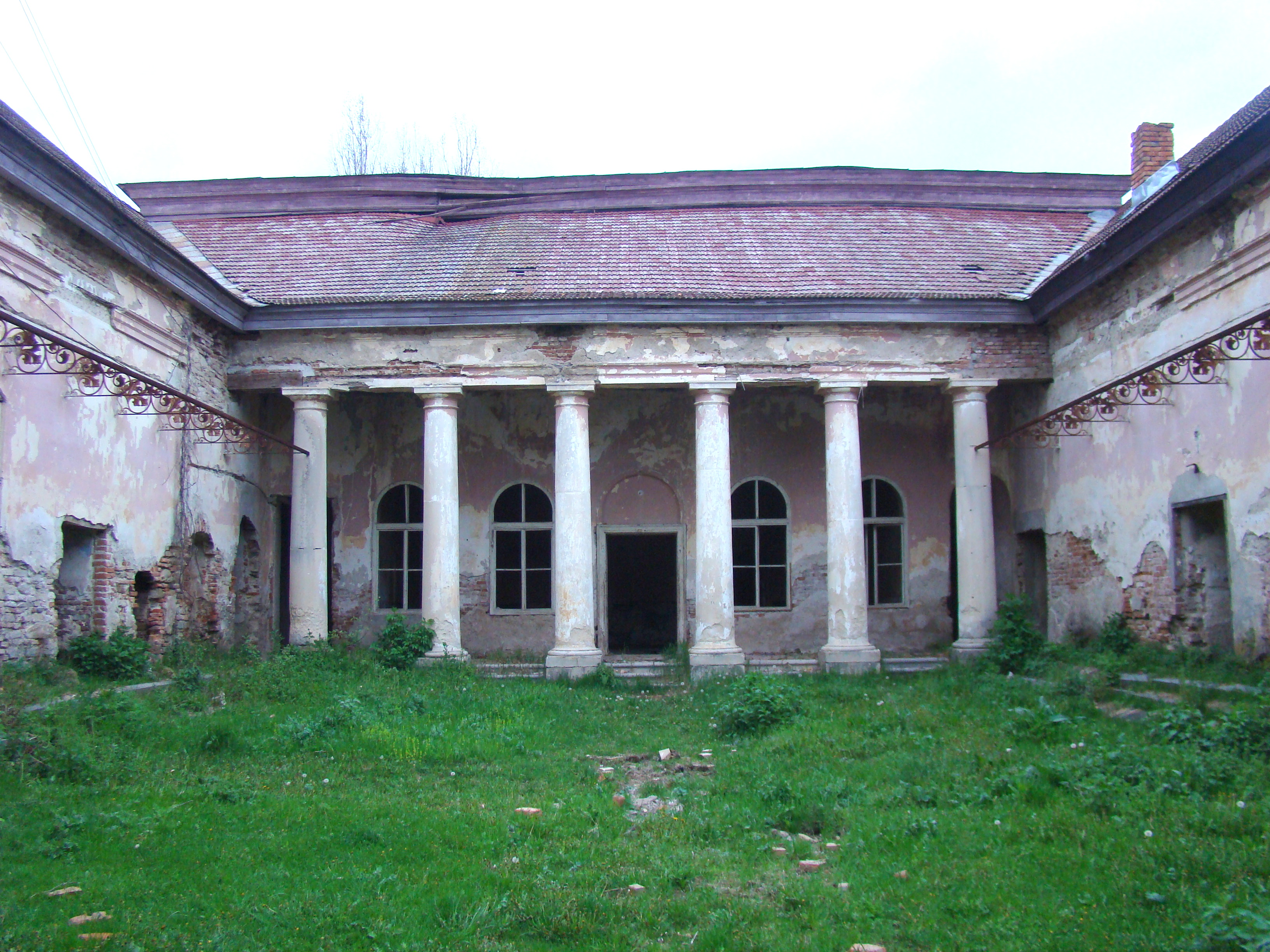
Castelul Bethlen din Dragu (monument istoric)
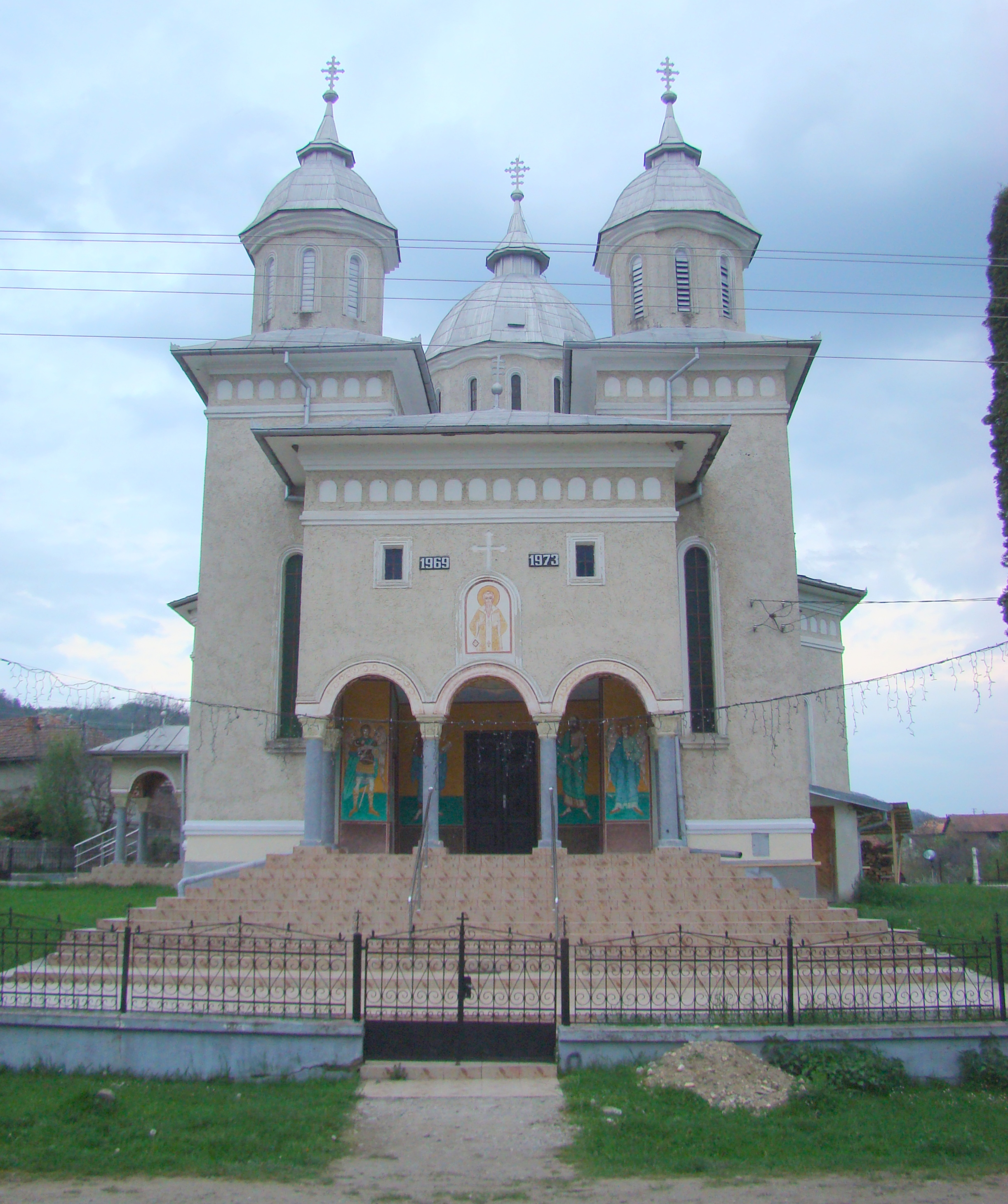
Biserica ortodoxă
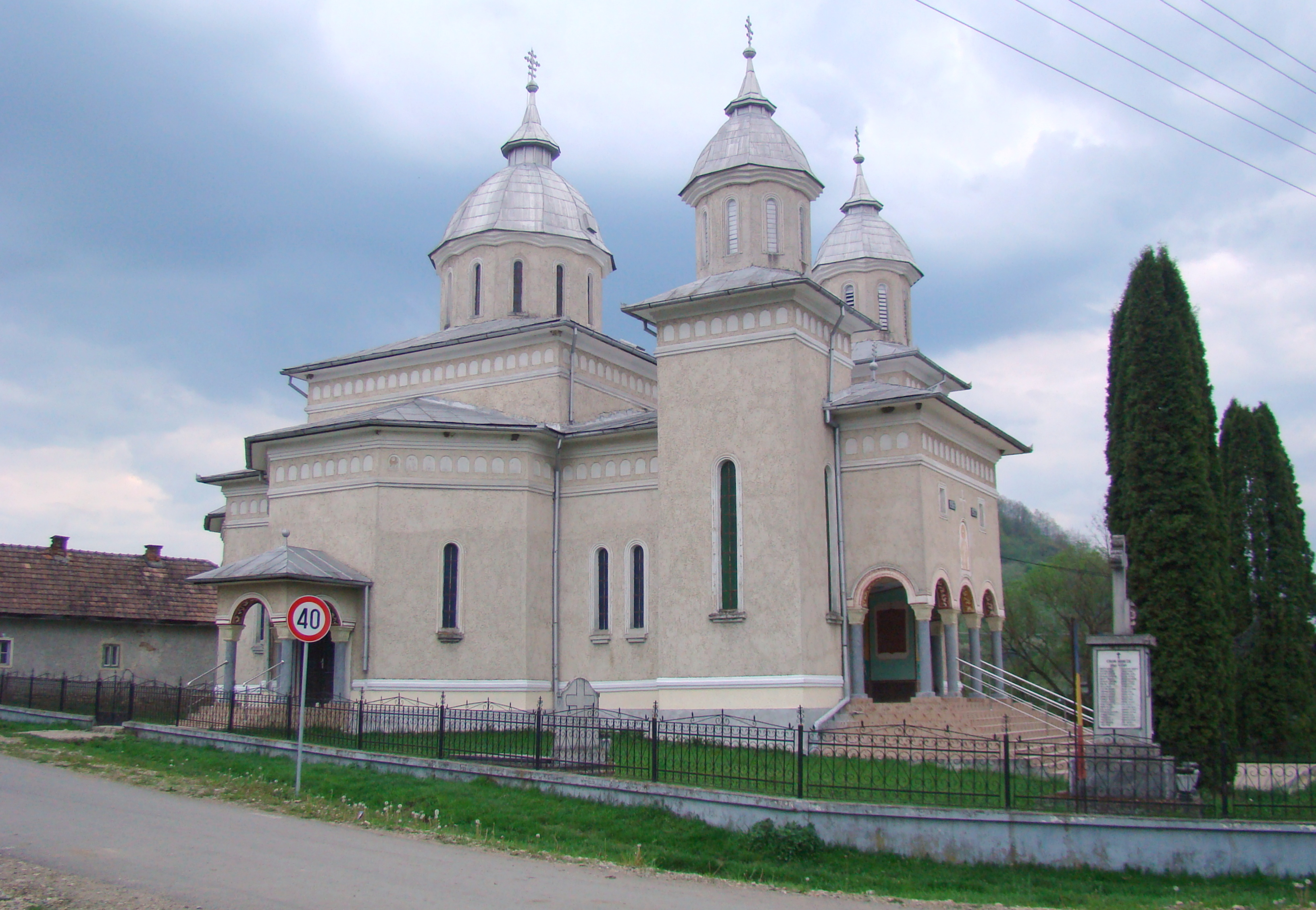
Biserica ortodoxă și monumentul eroilor
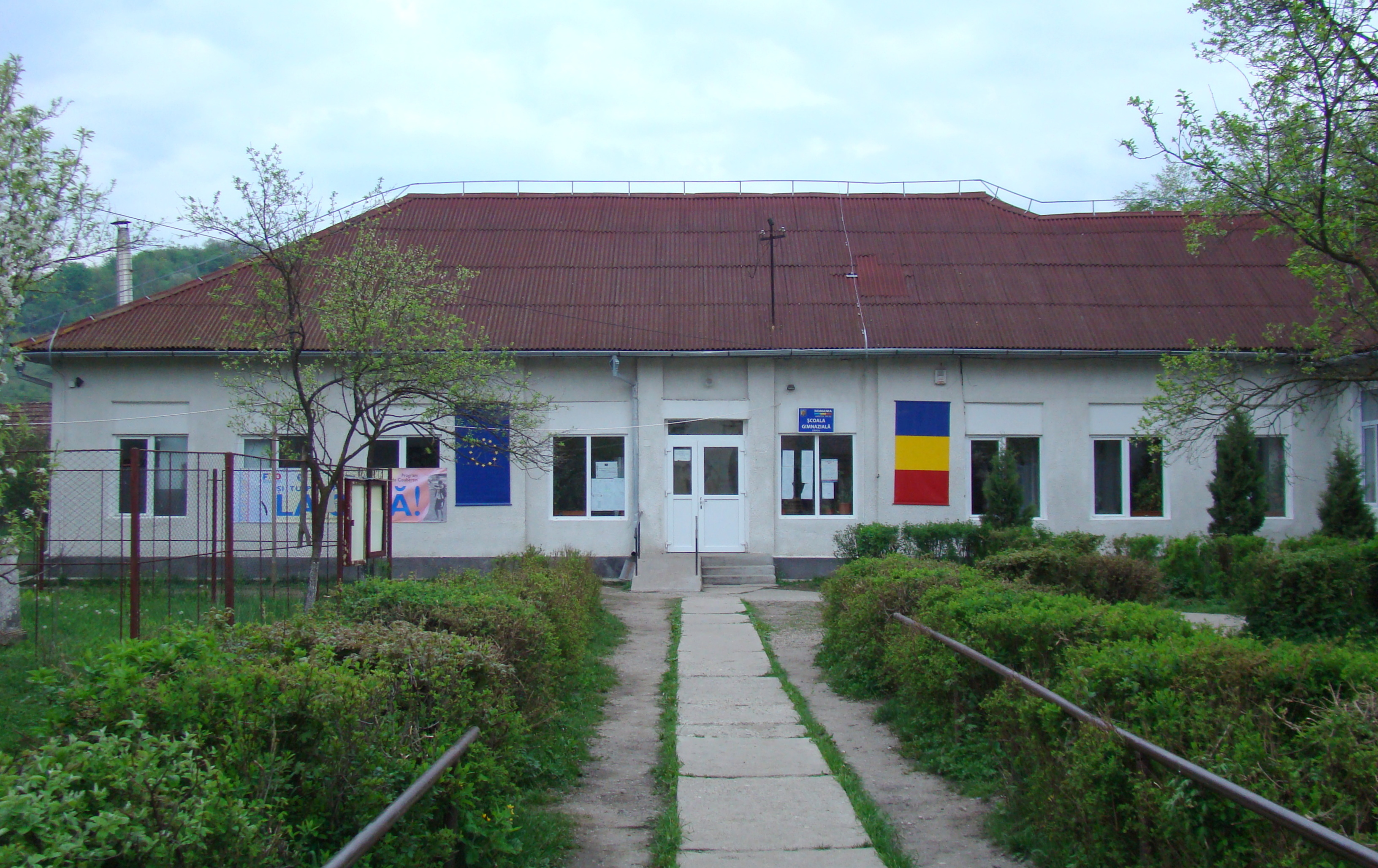
Școala gimnazială
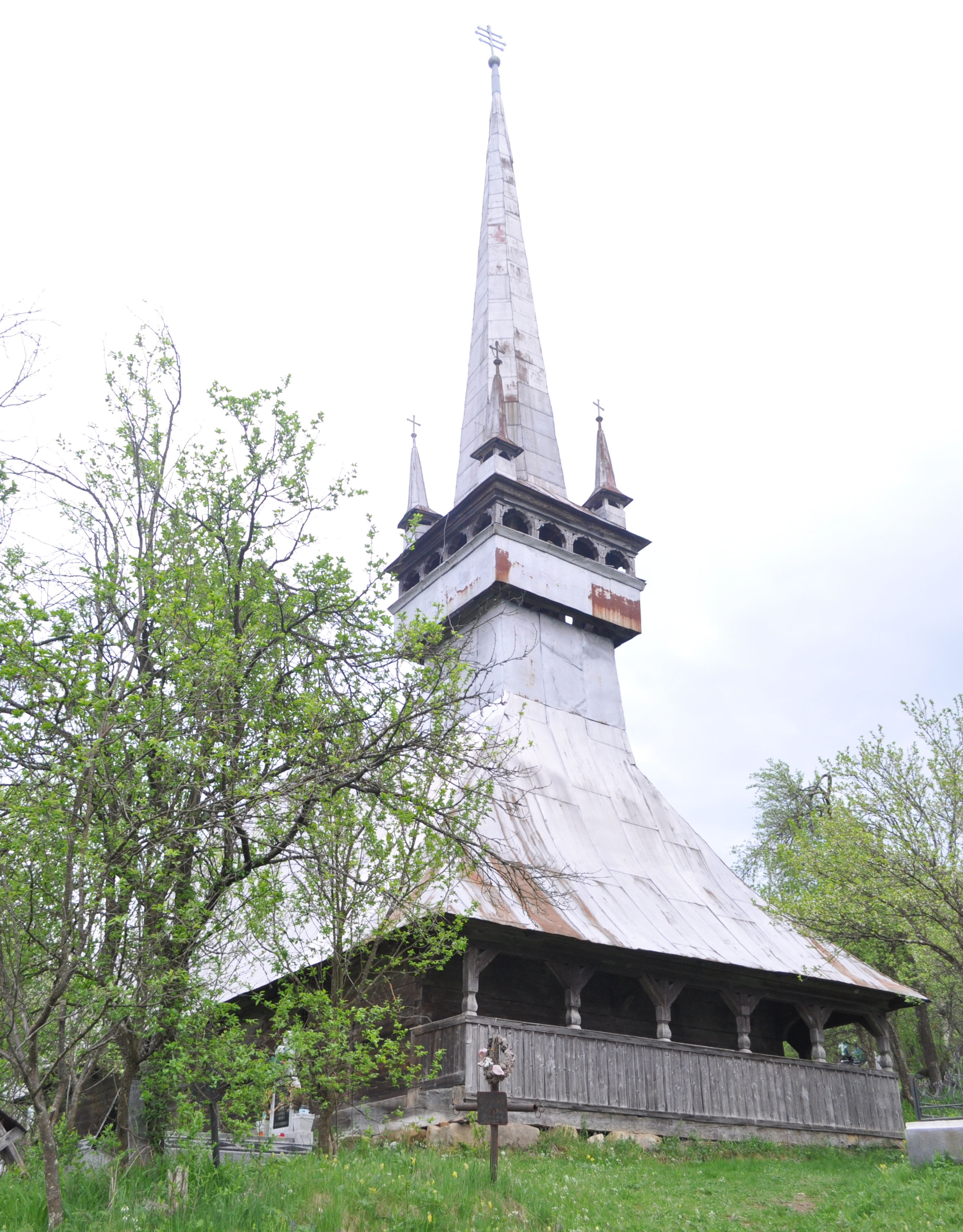
Biserica de lemn din Dragu (monument istoric)
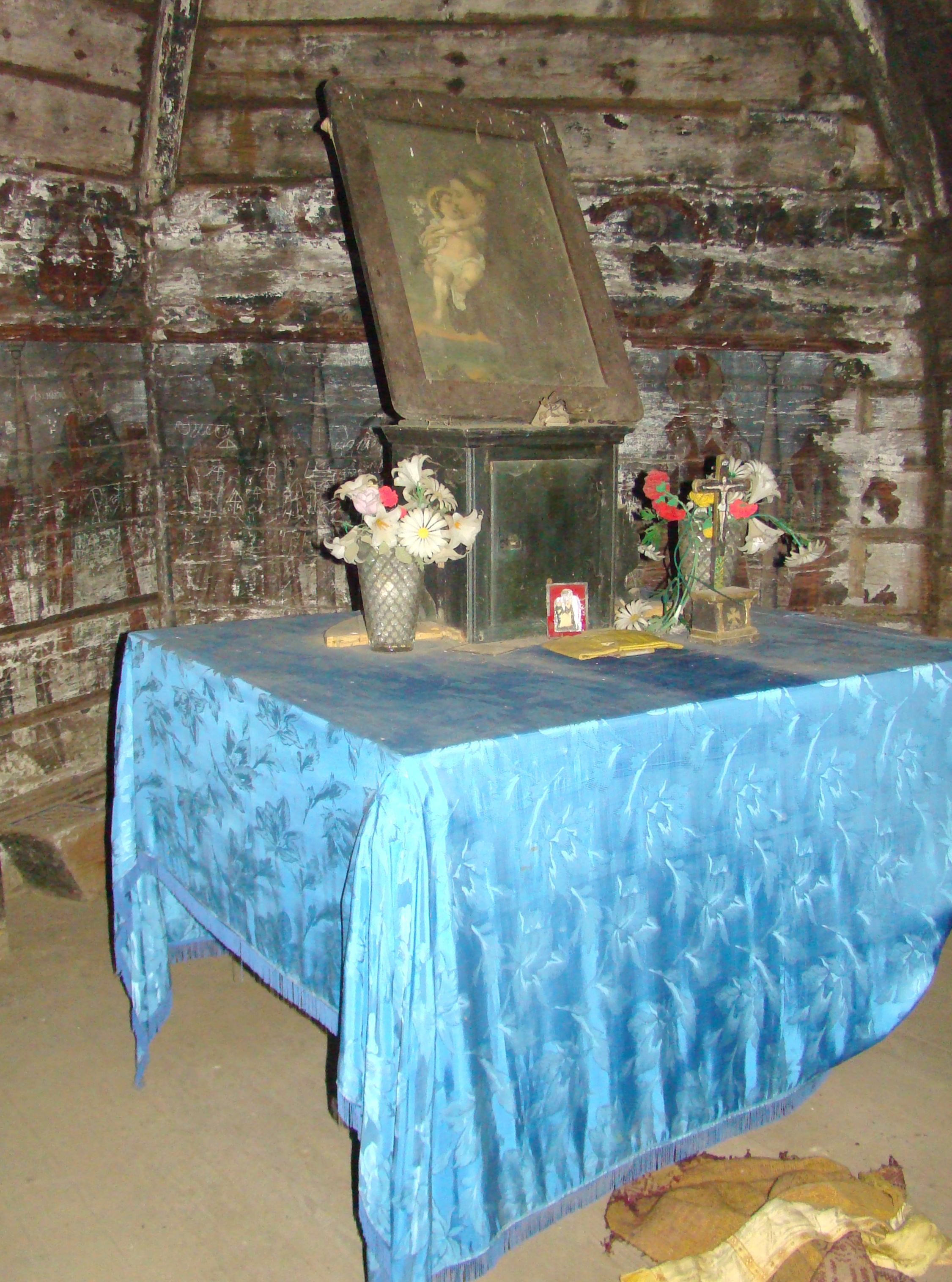
Altarul
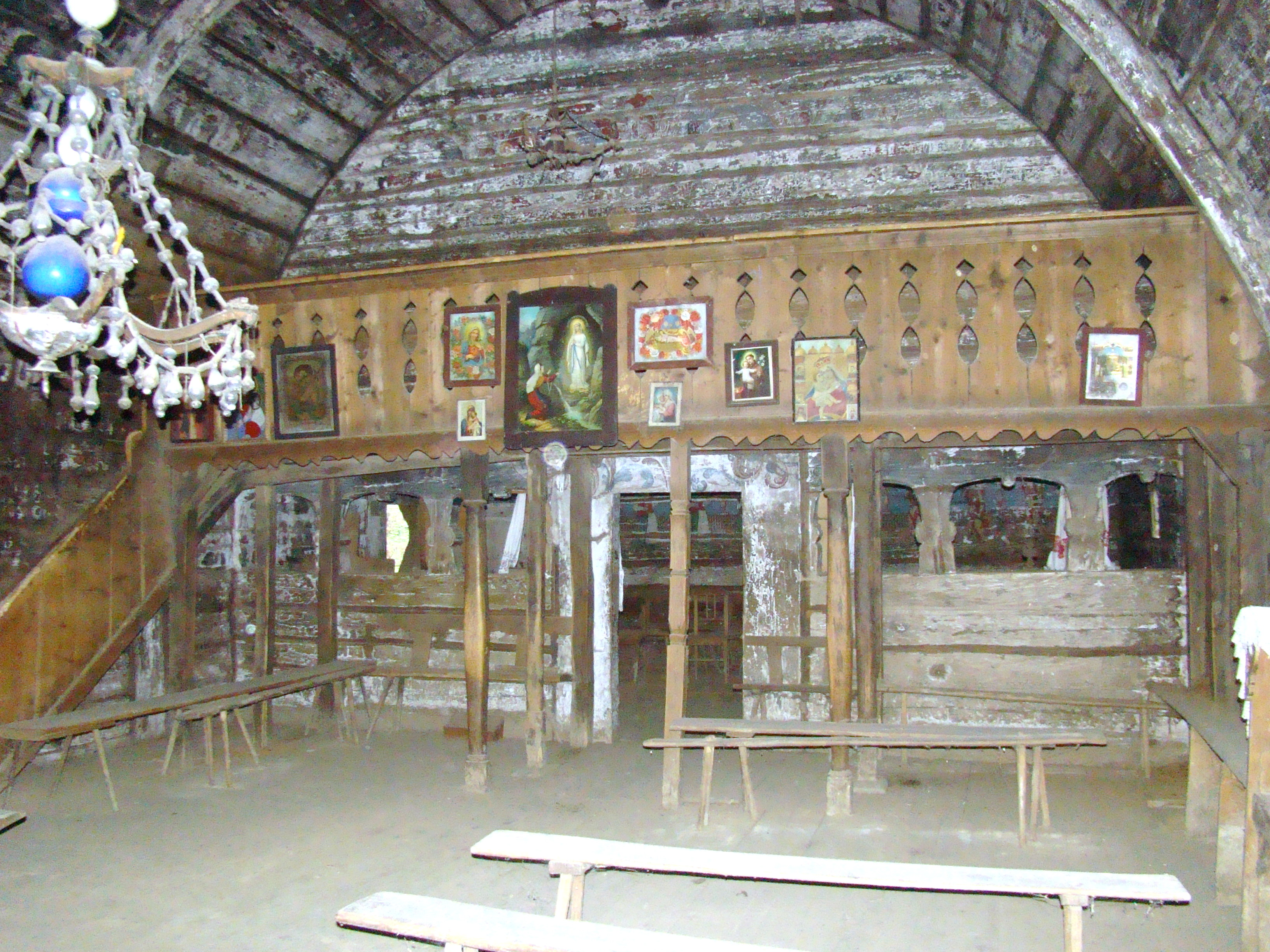
Biserica de lemn din Dragu (monument istoric)
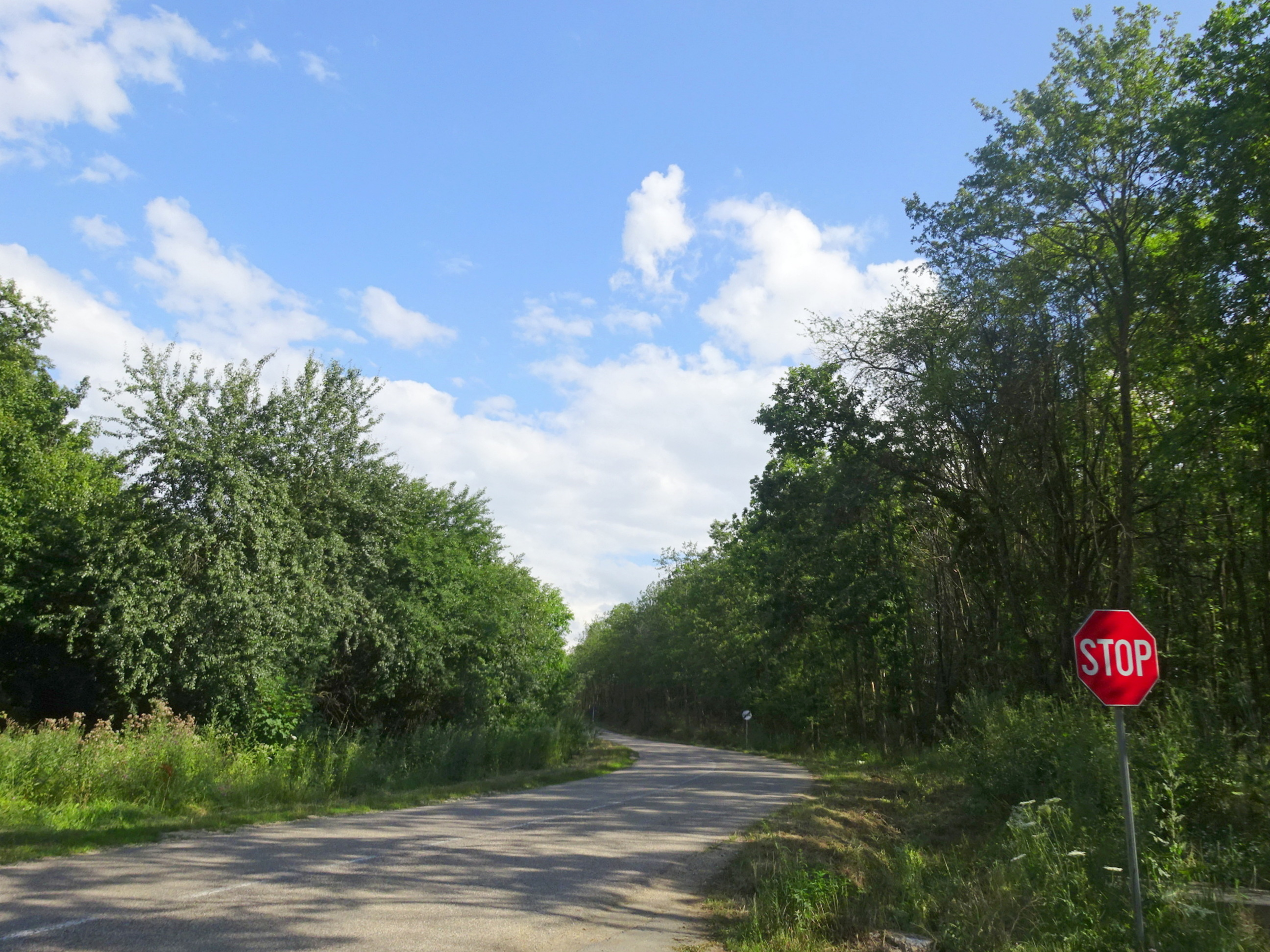
Drumul care trece Dealul Ugruțiului și leagă județul Cluj de județul Sălaj
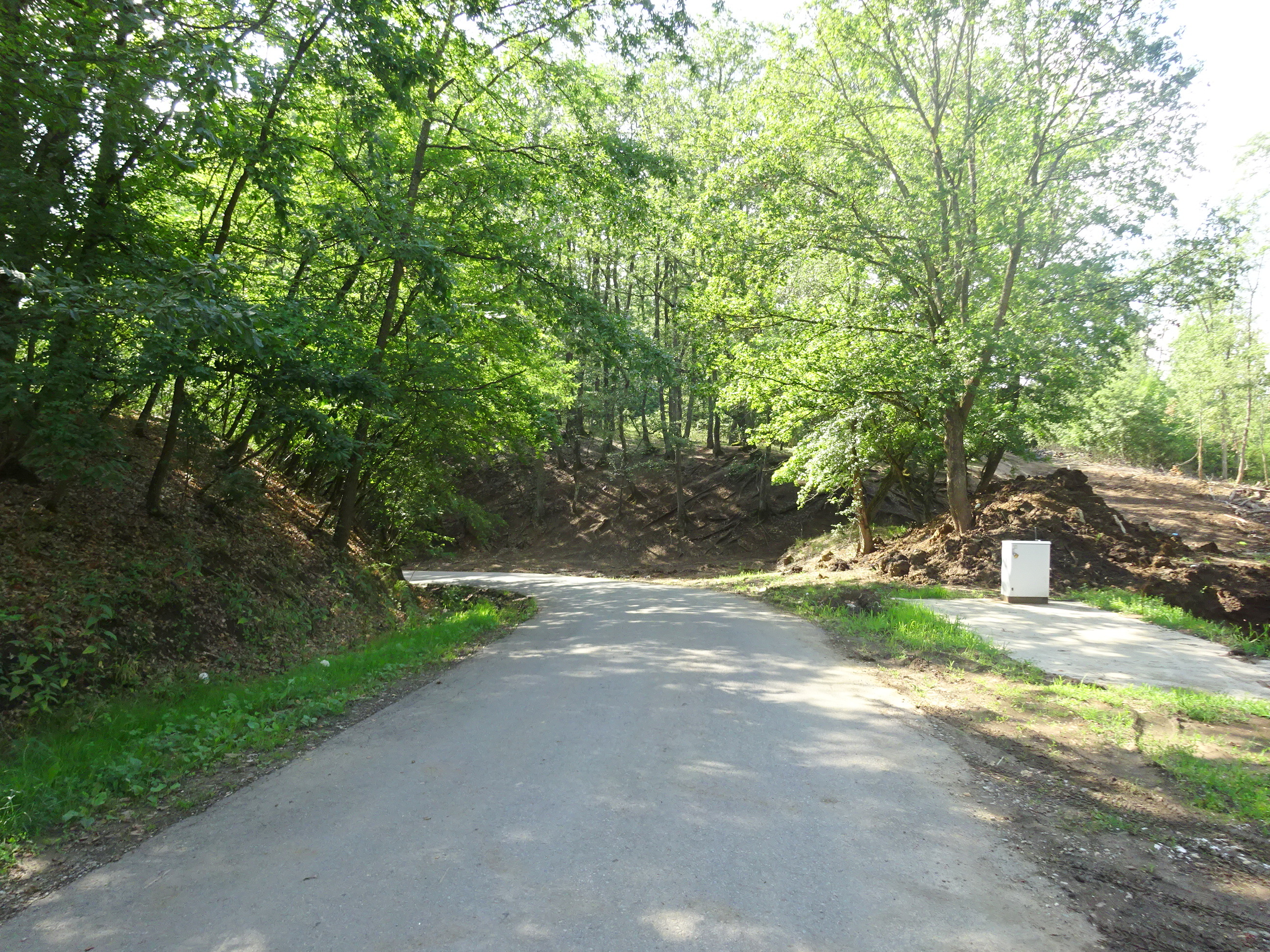
Drumul spre satul Ugruțiu
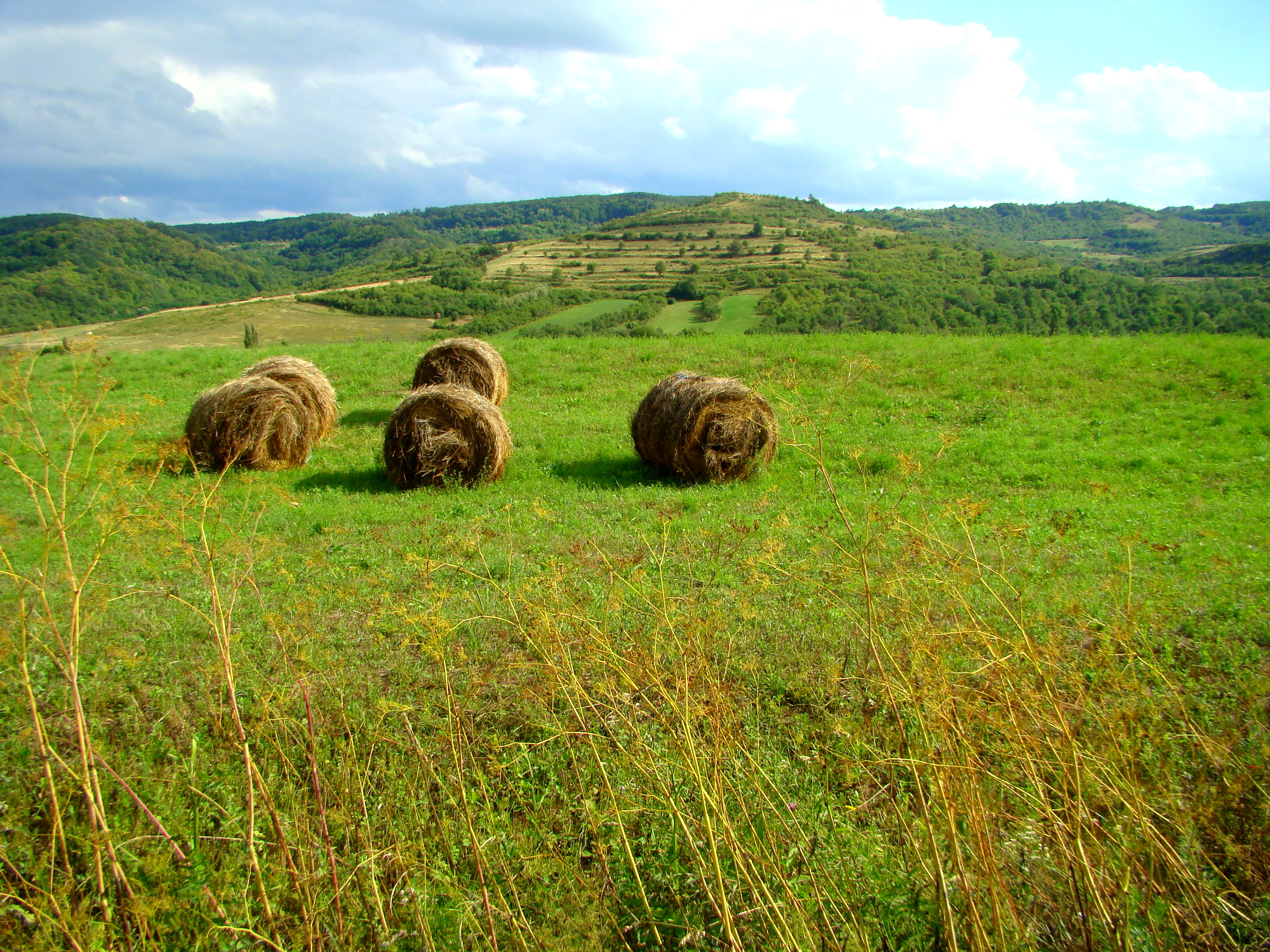
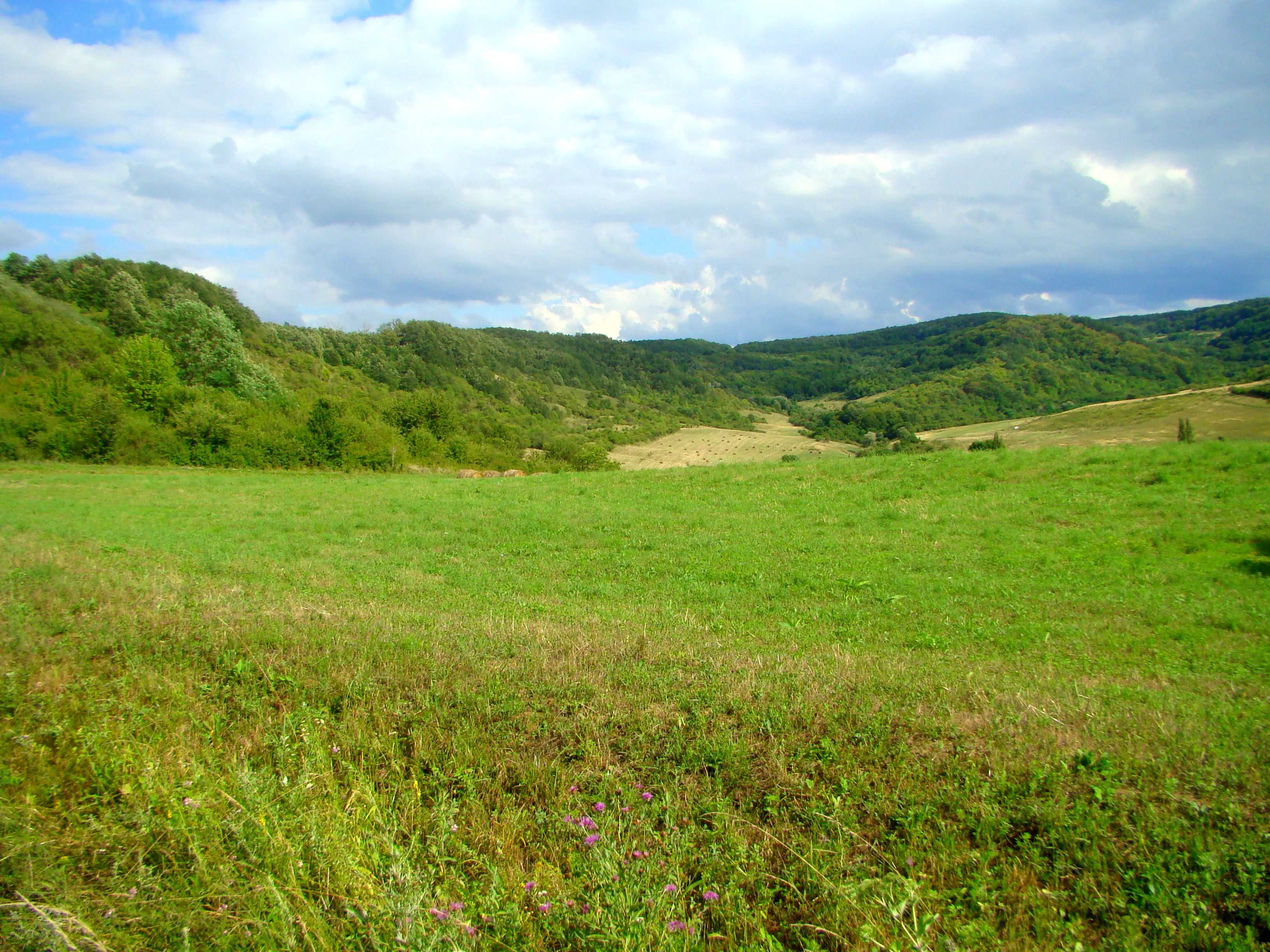
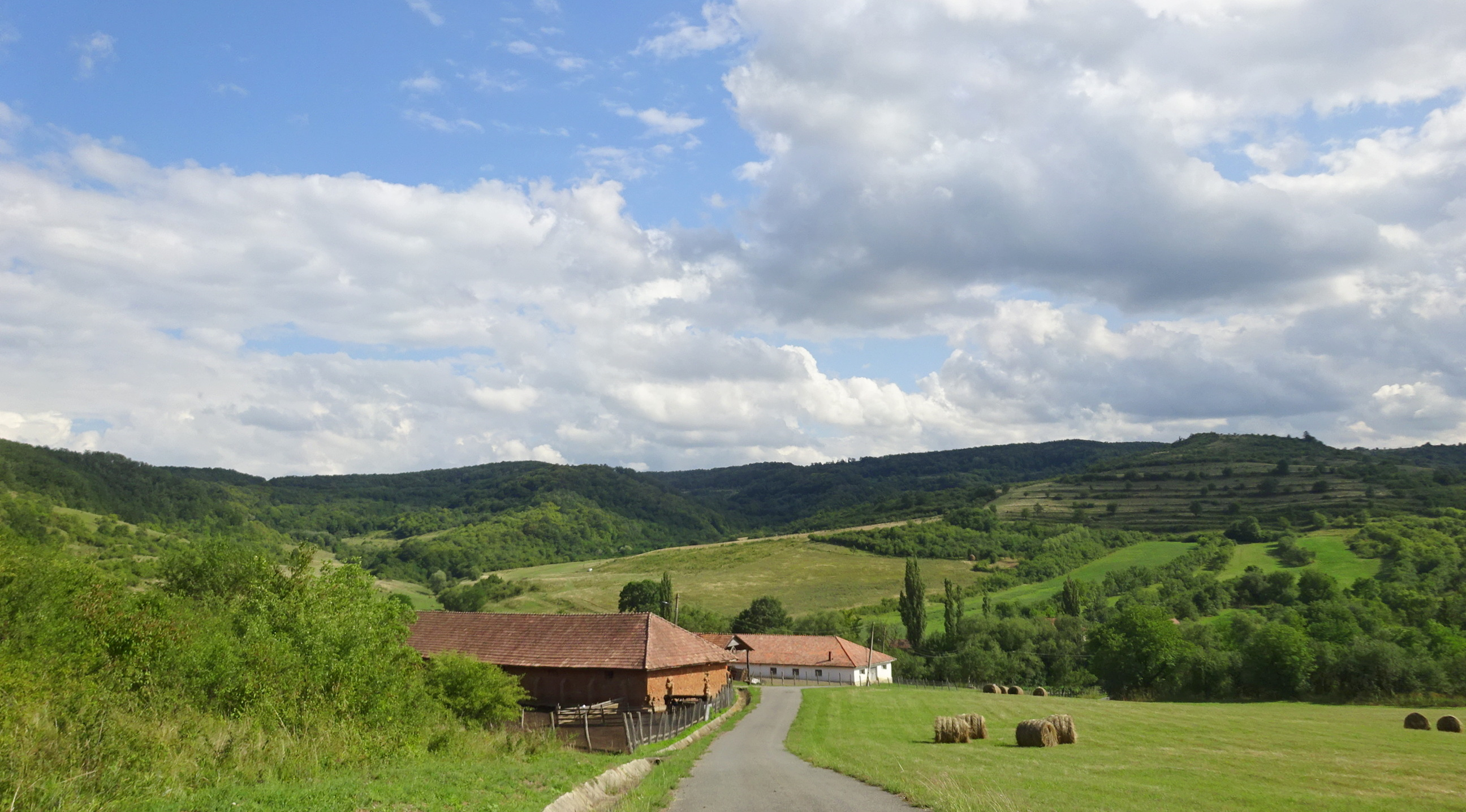
Ugruțiu
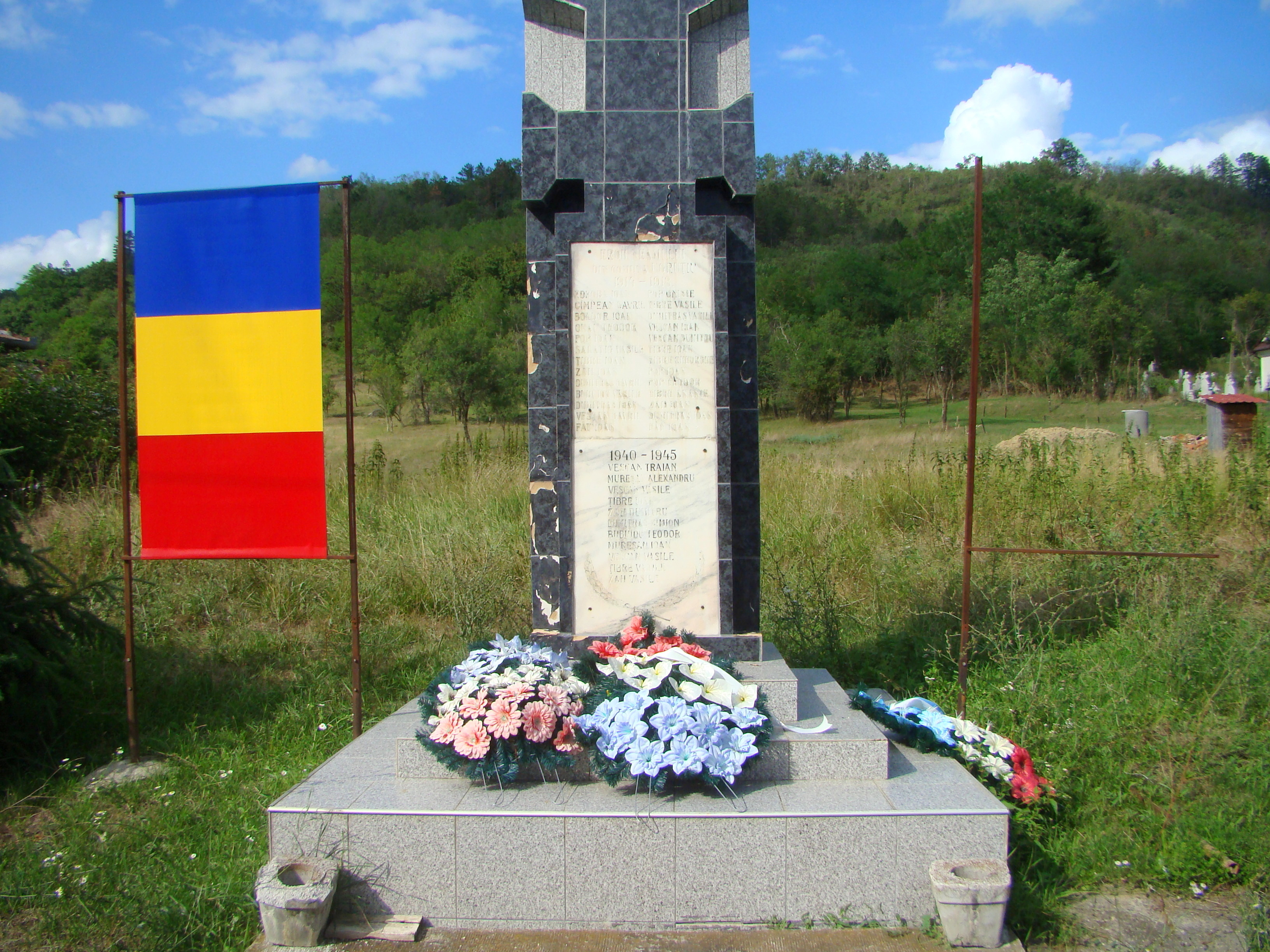
Monumentul eroilor din Ugruțiu
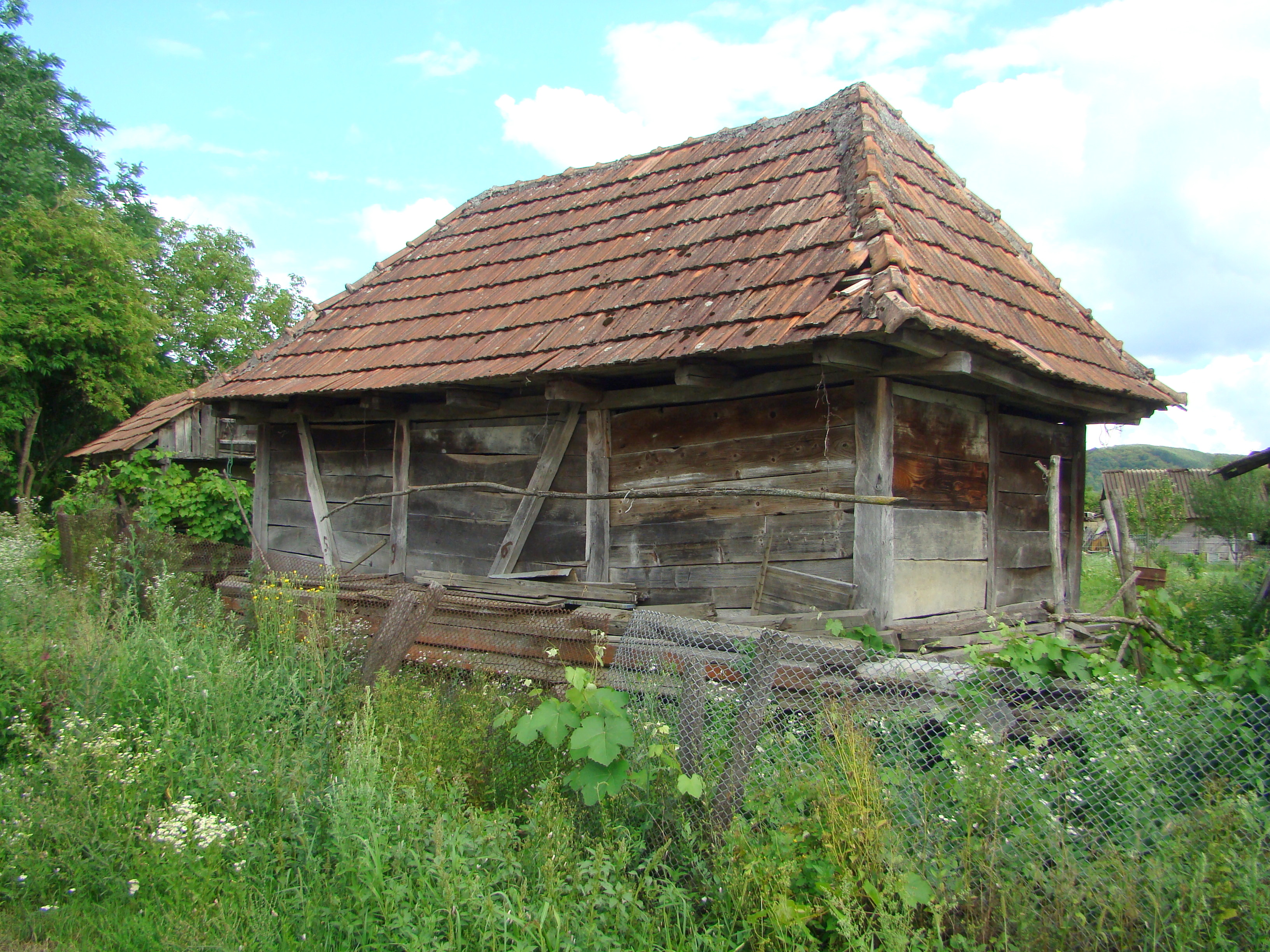
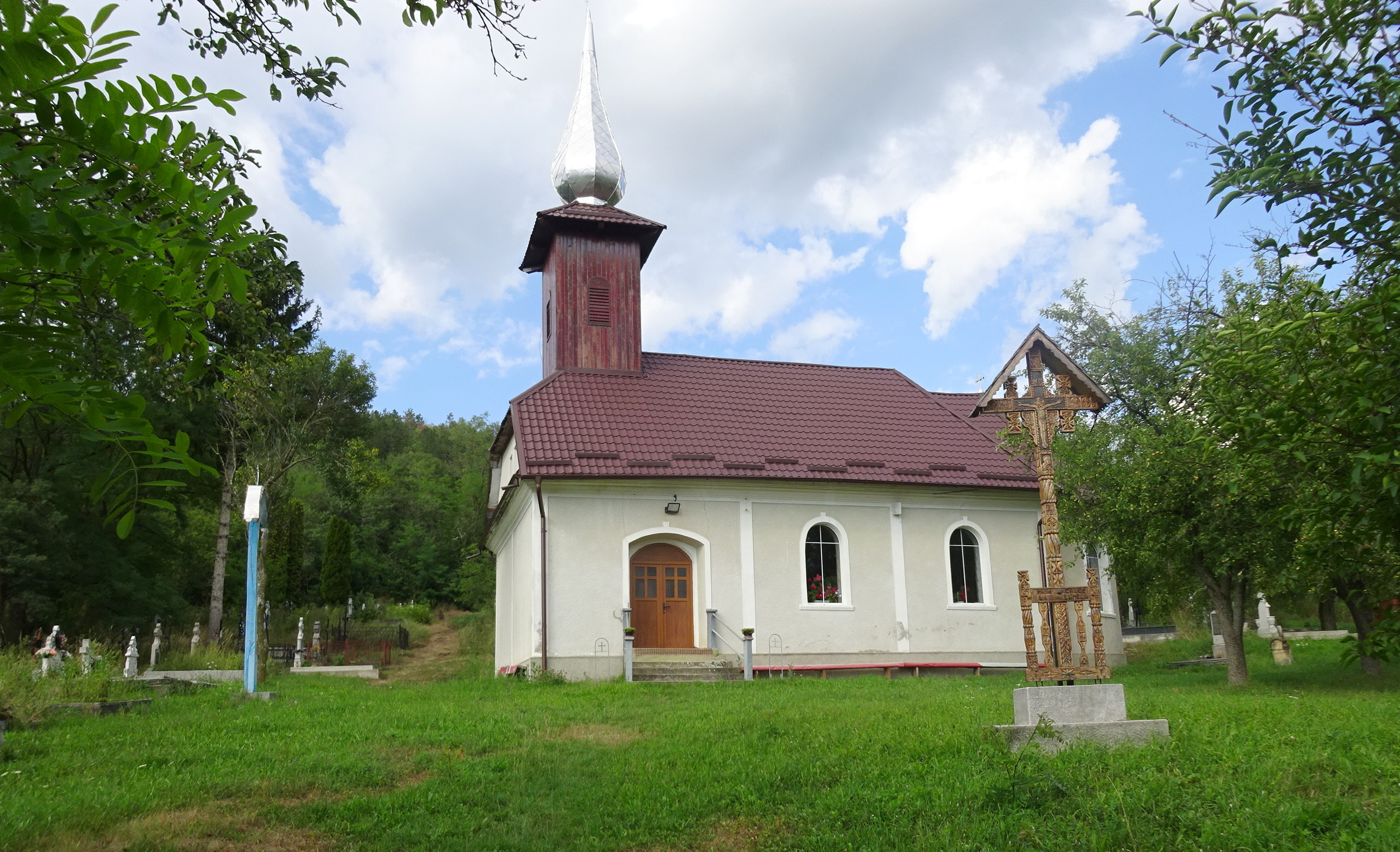
Biserica Pogorârea Sfântului Duh din Ugruțiu
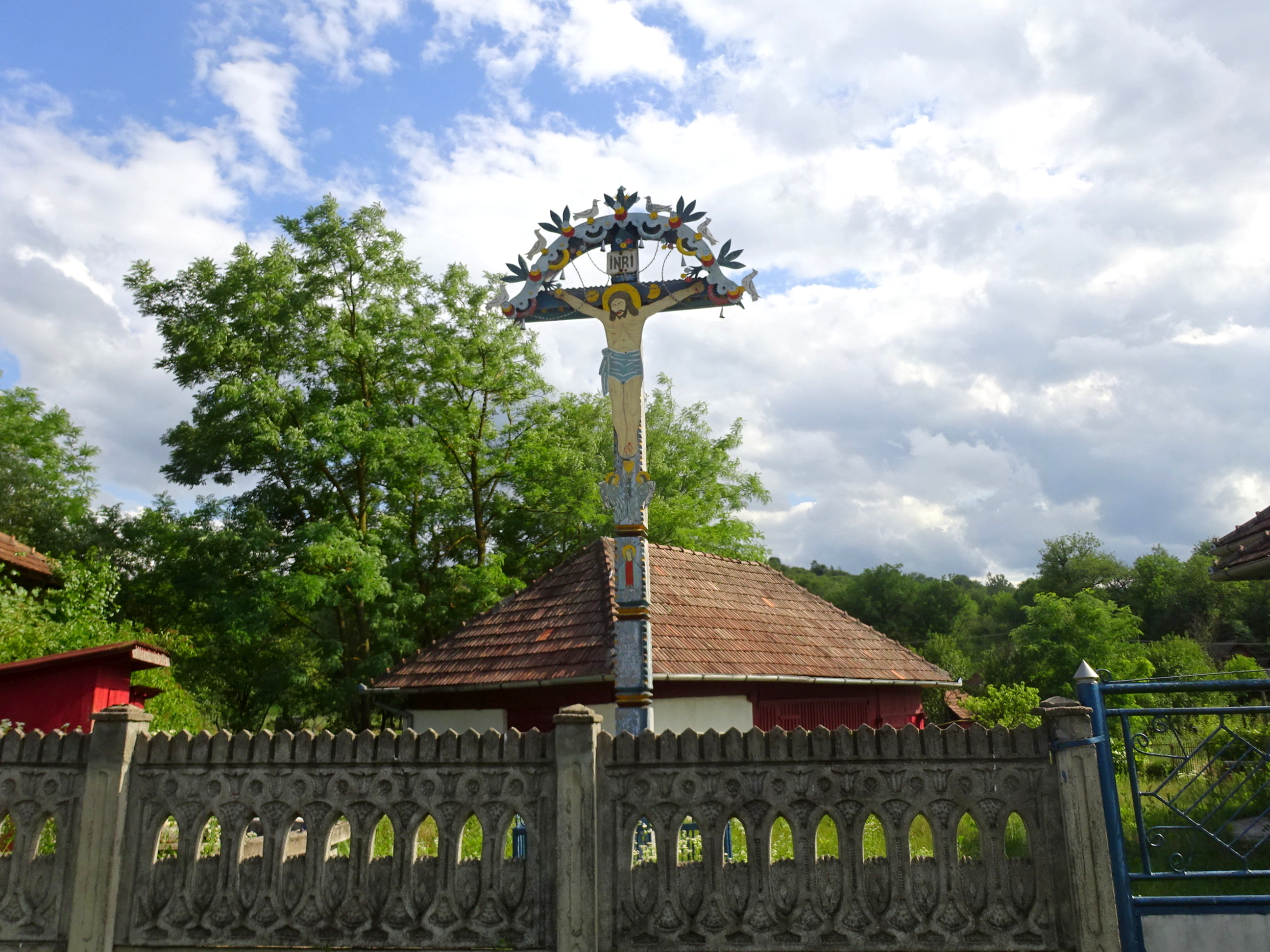
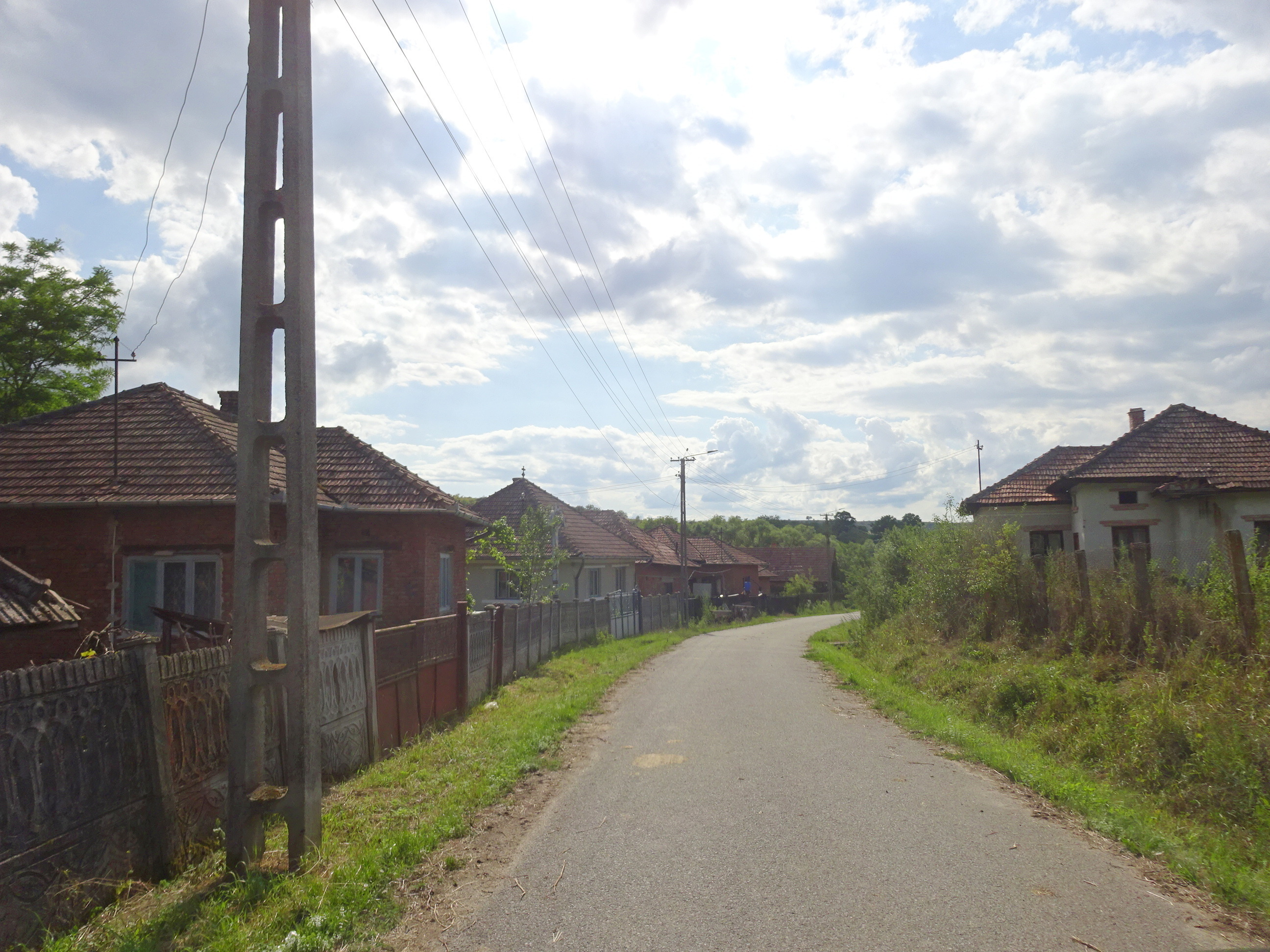
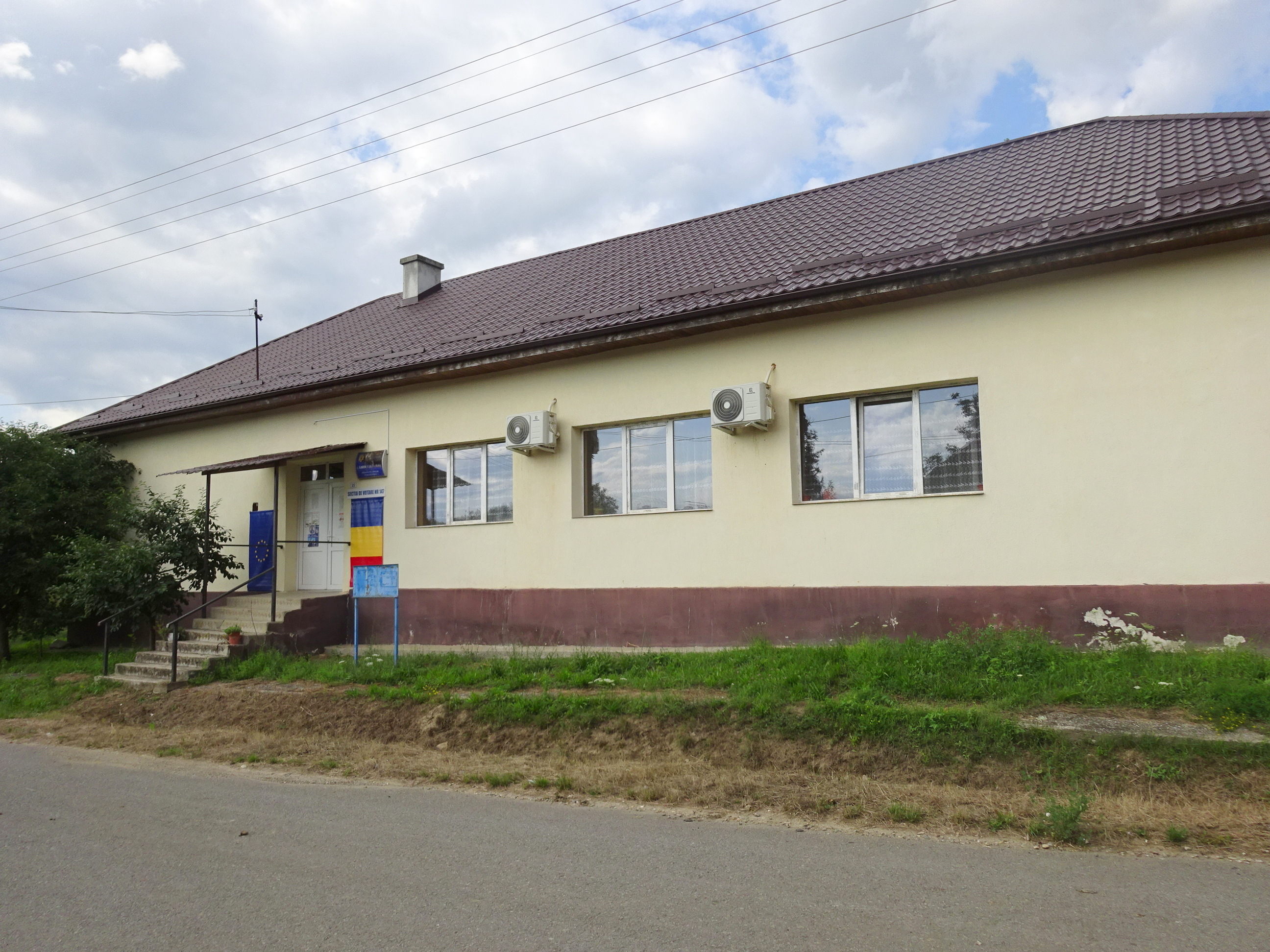
Căminul cultural din Ugruțiu
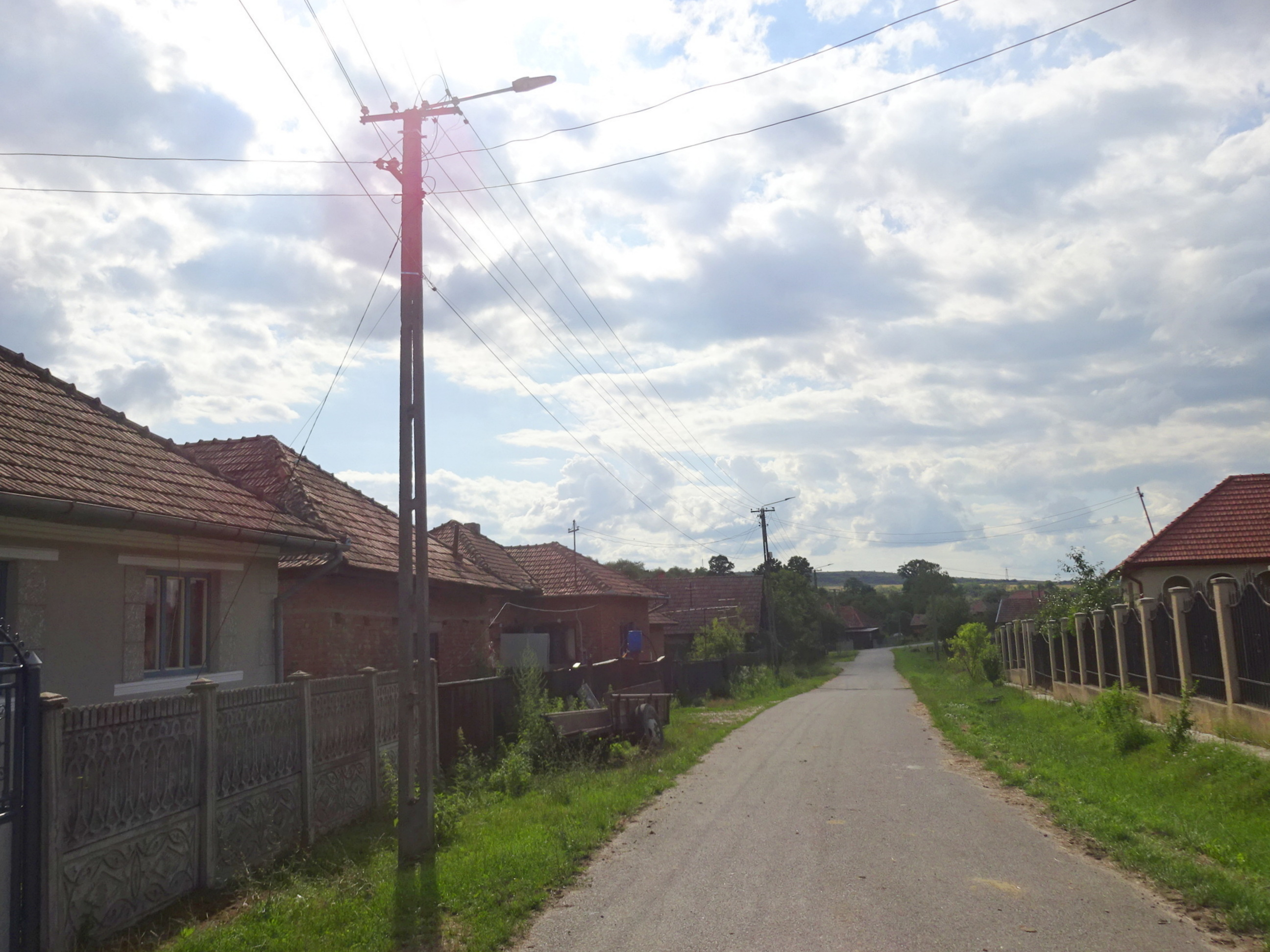
Ugruțiu
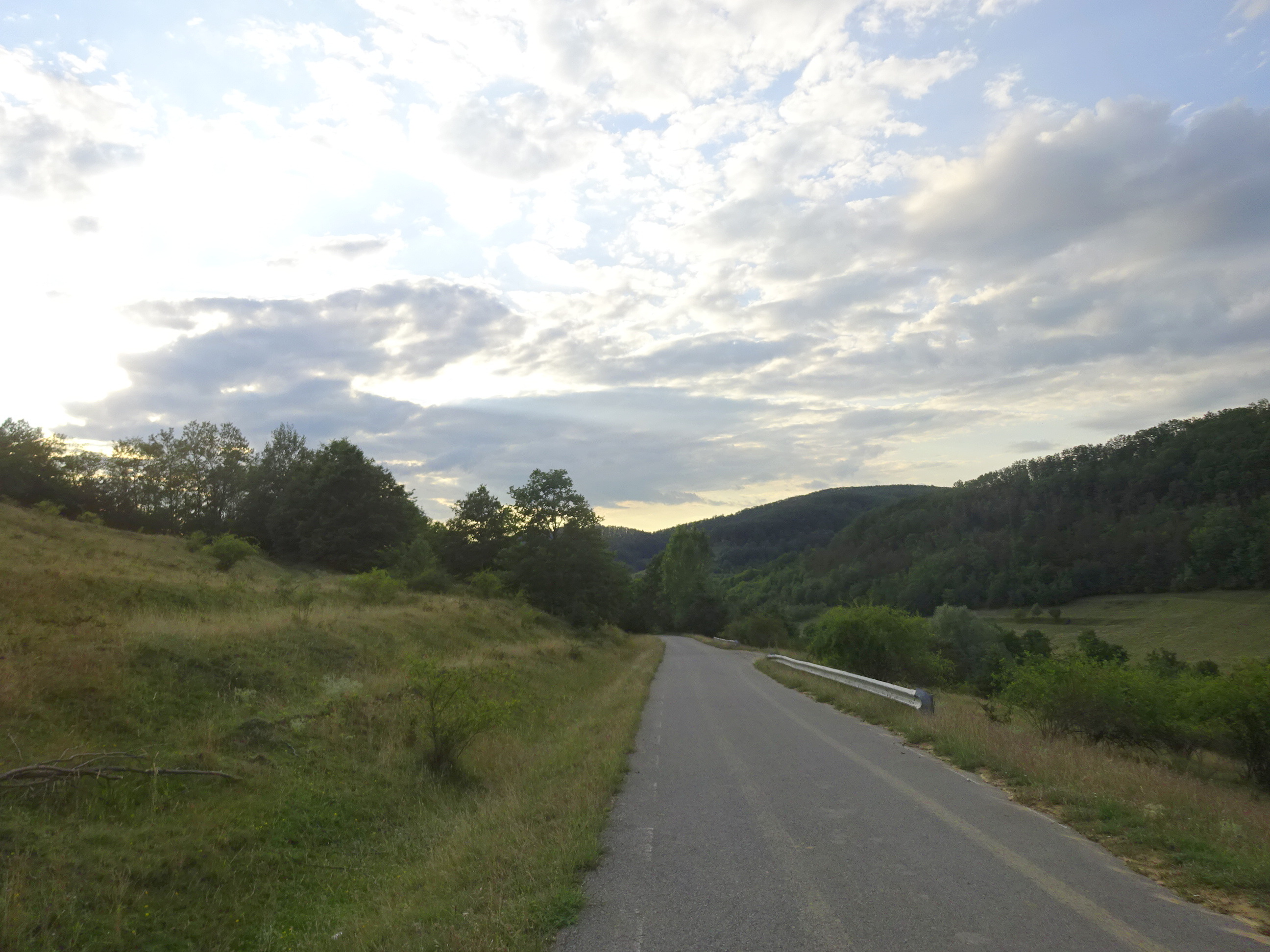
Drumul spre satul Fântânele
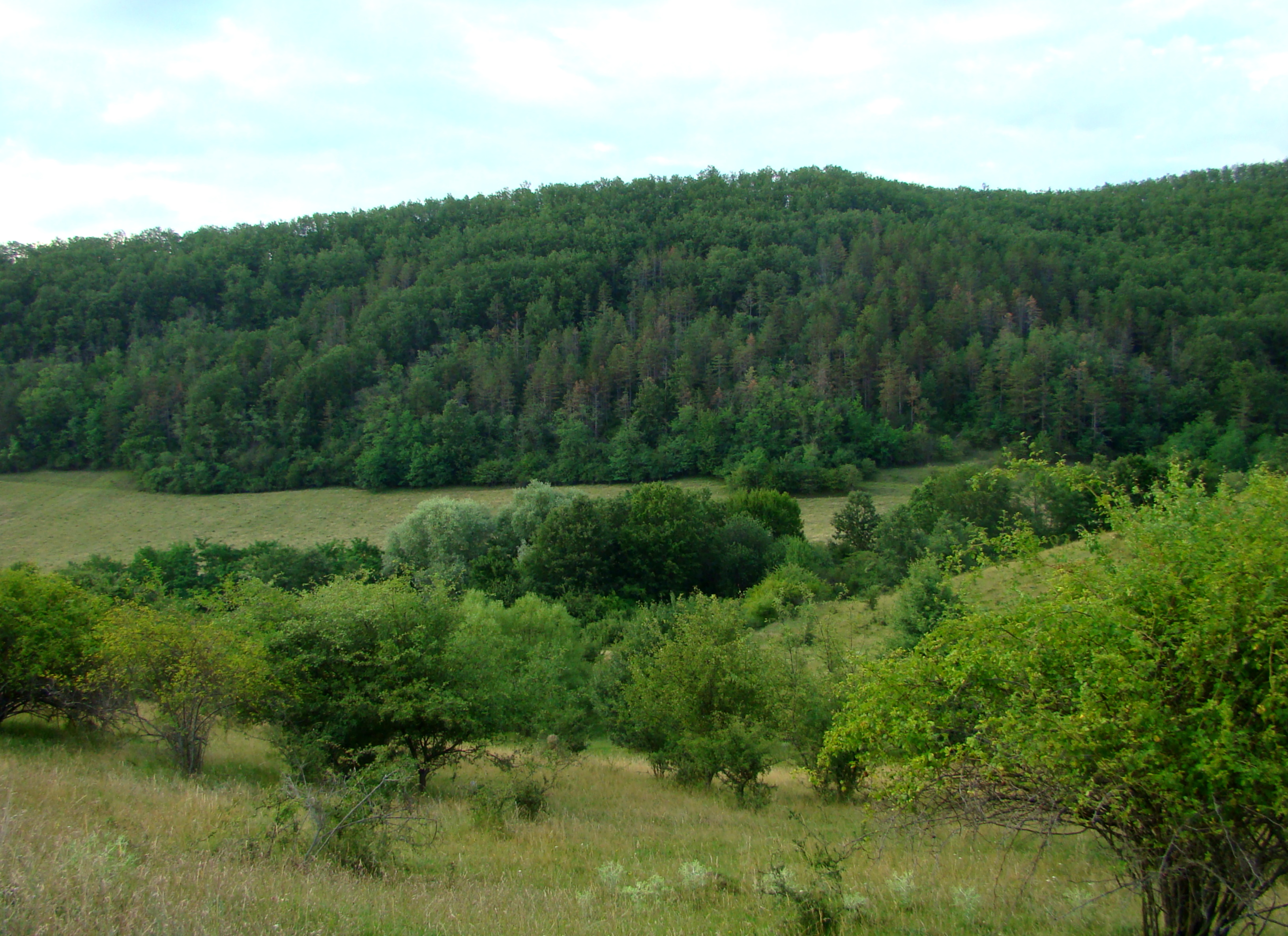
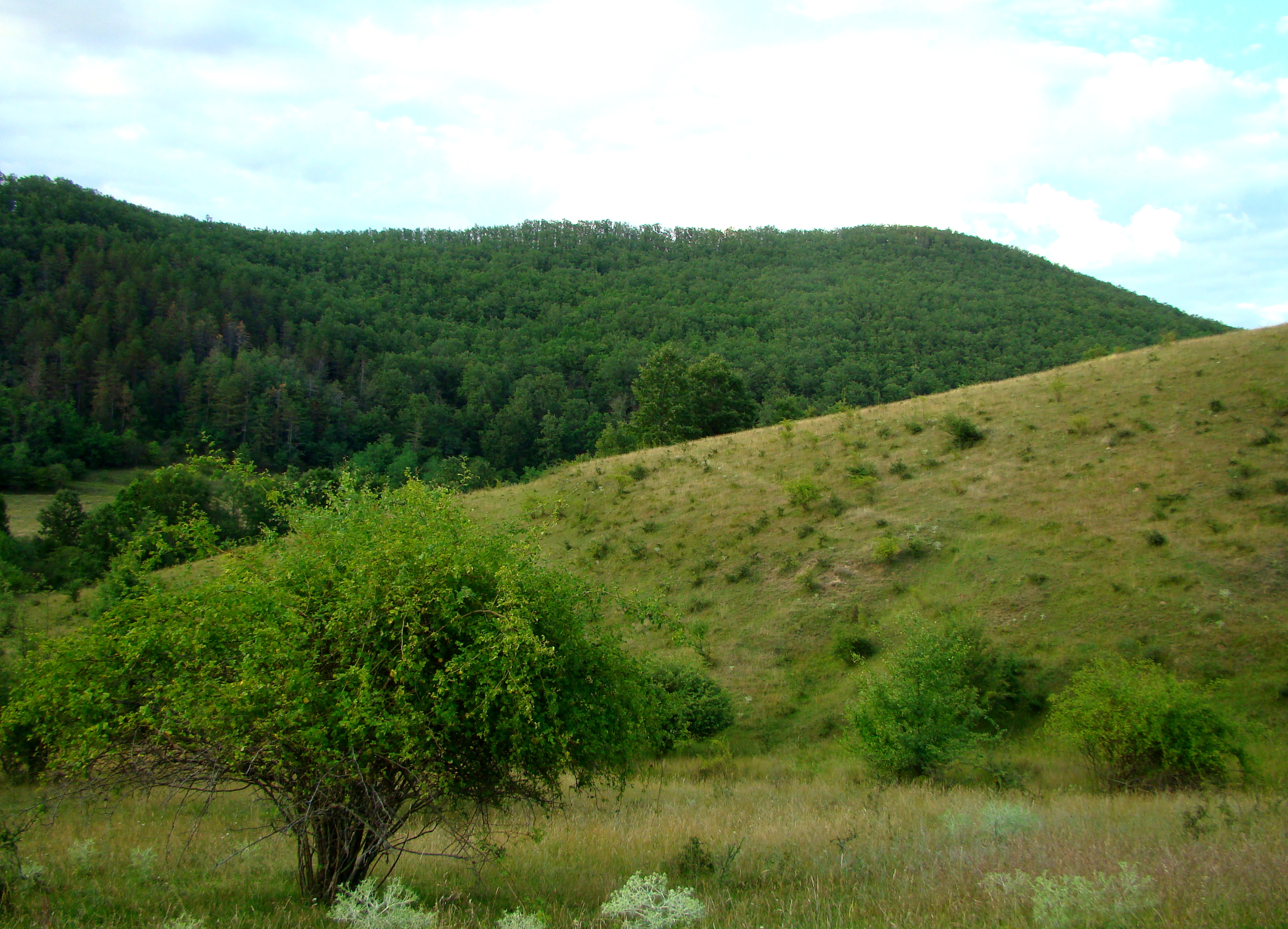
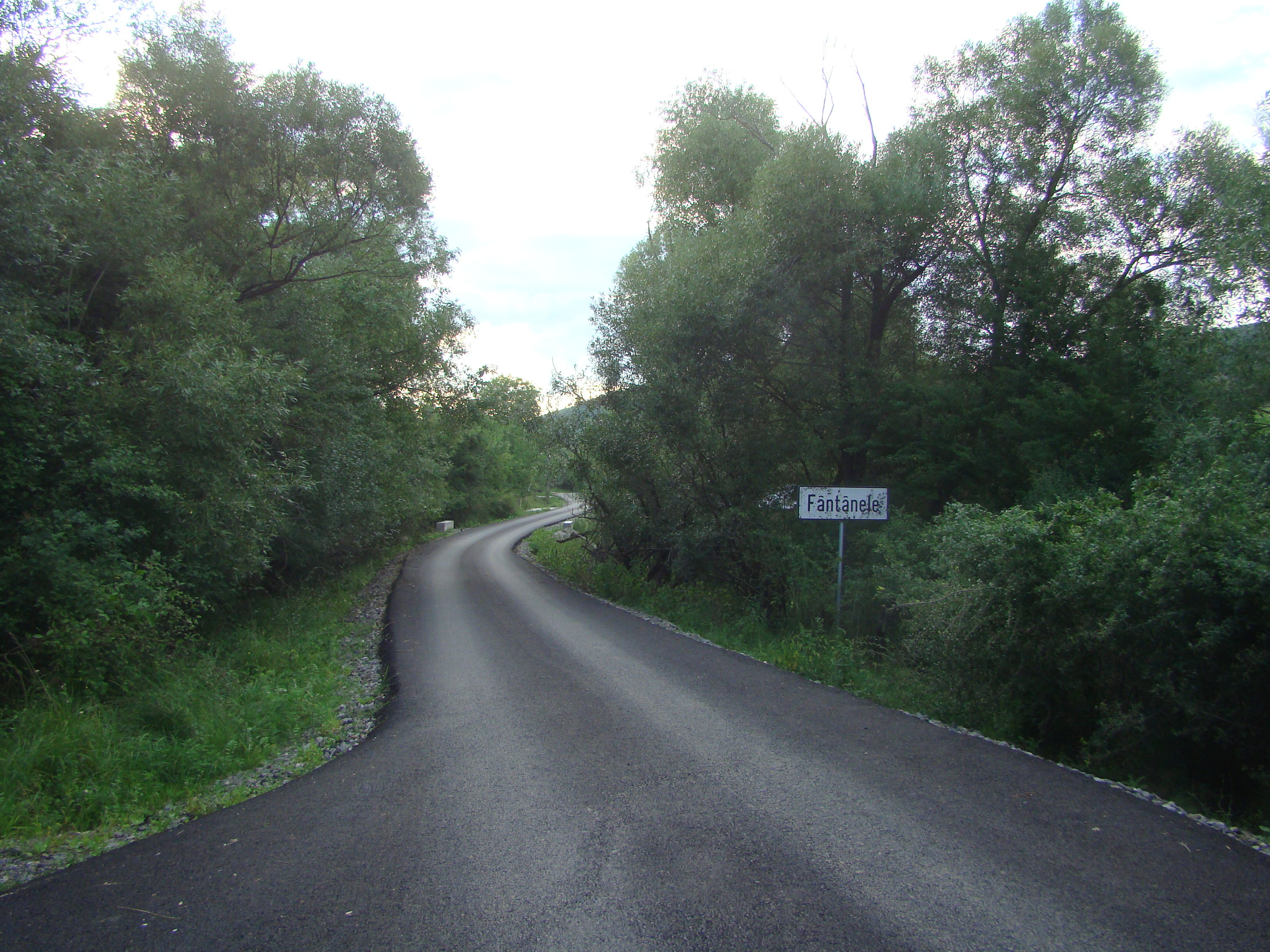
Intrarea în localitate
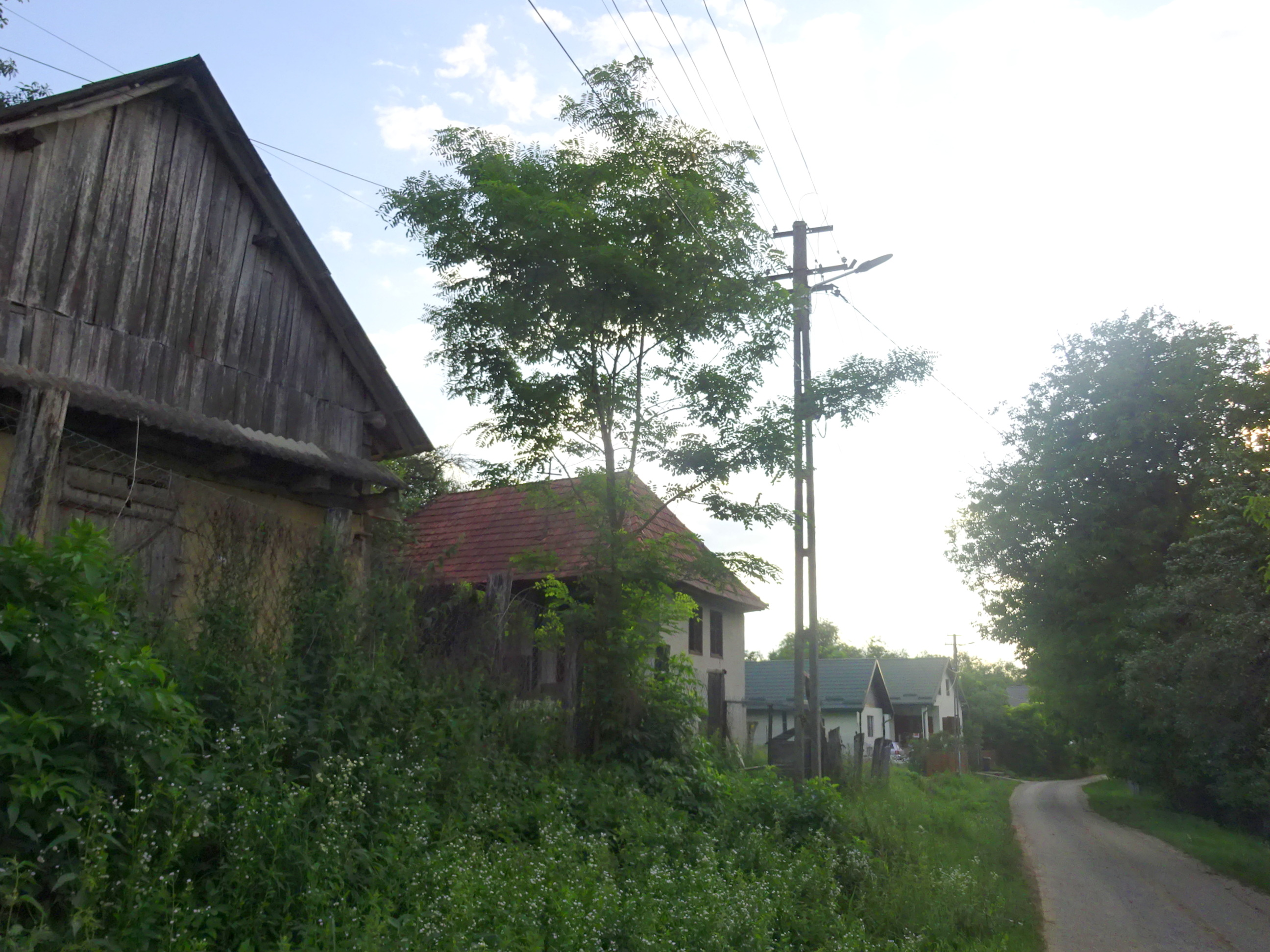
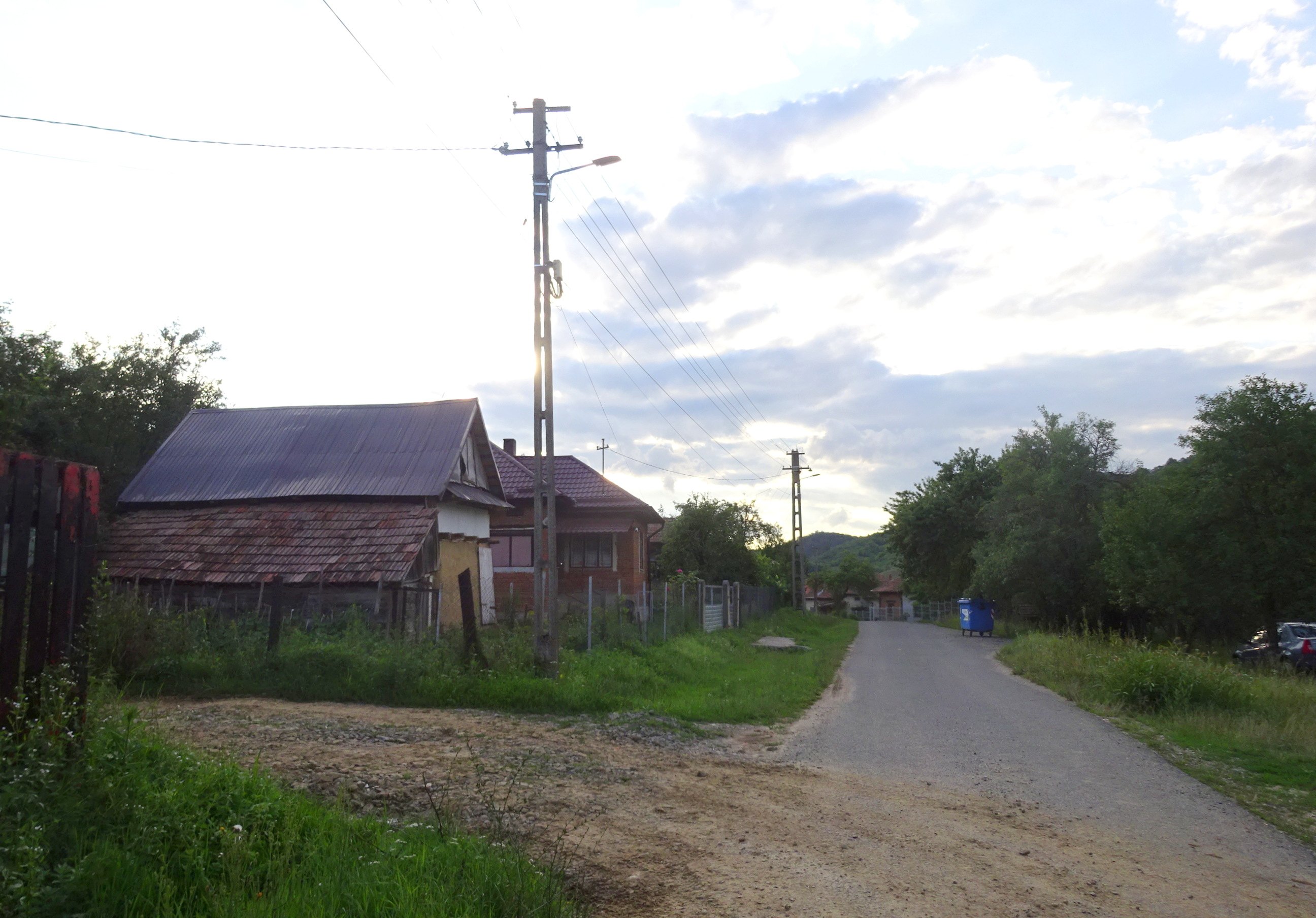
Fântânele
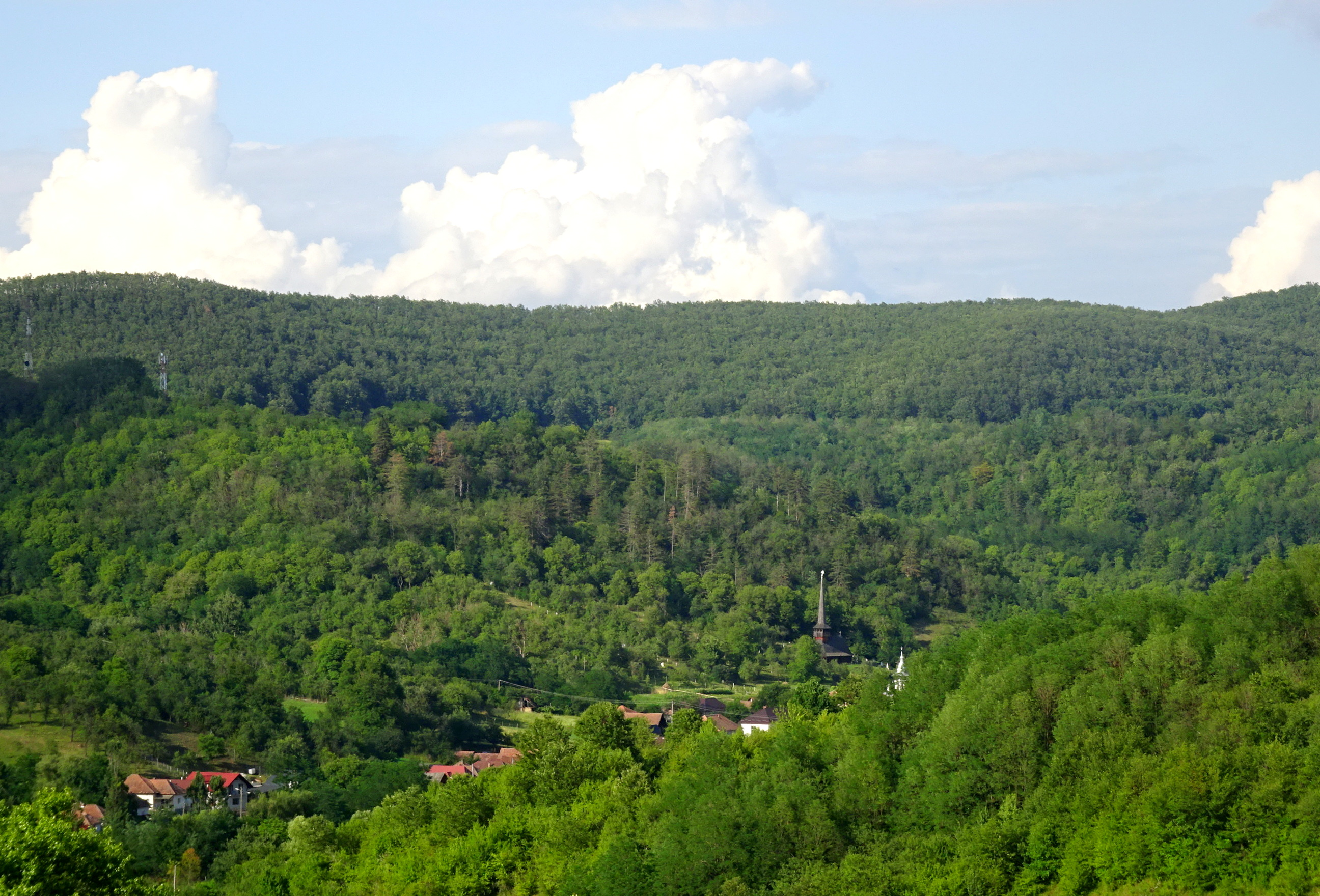
Voivodeni
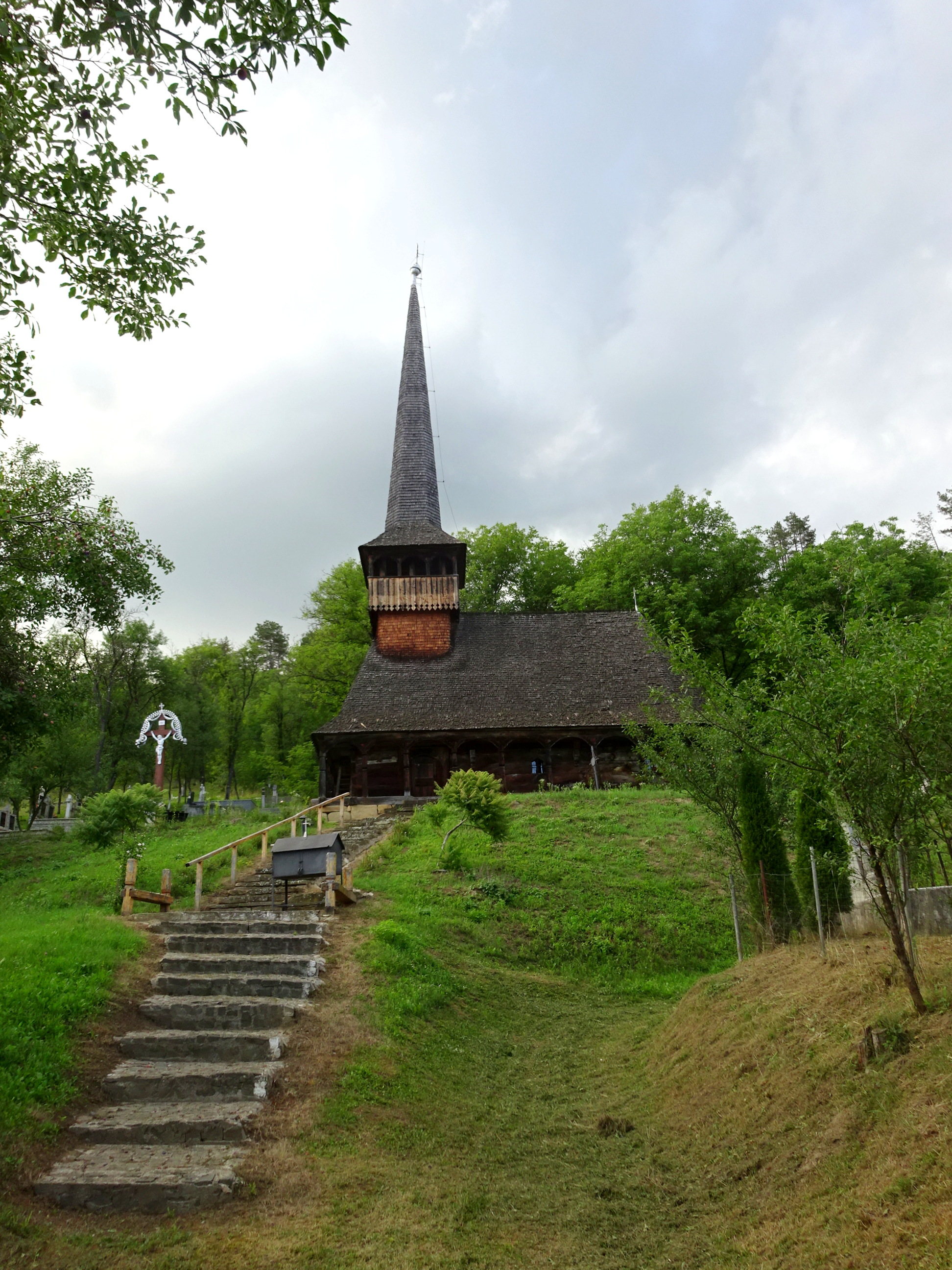
Biserica de lemn din Voivodeni (monument istoric)
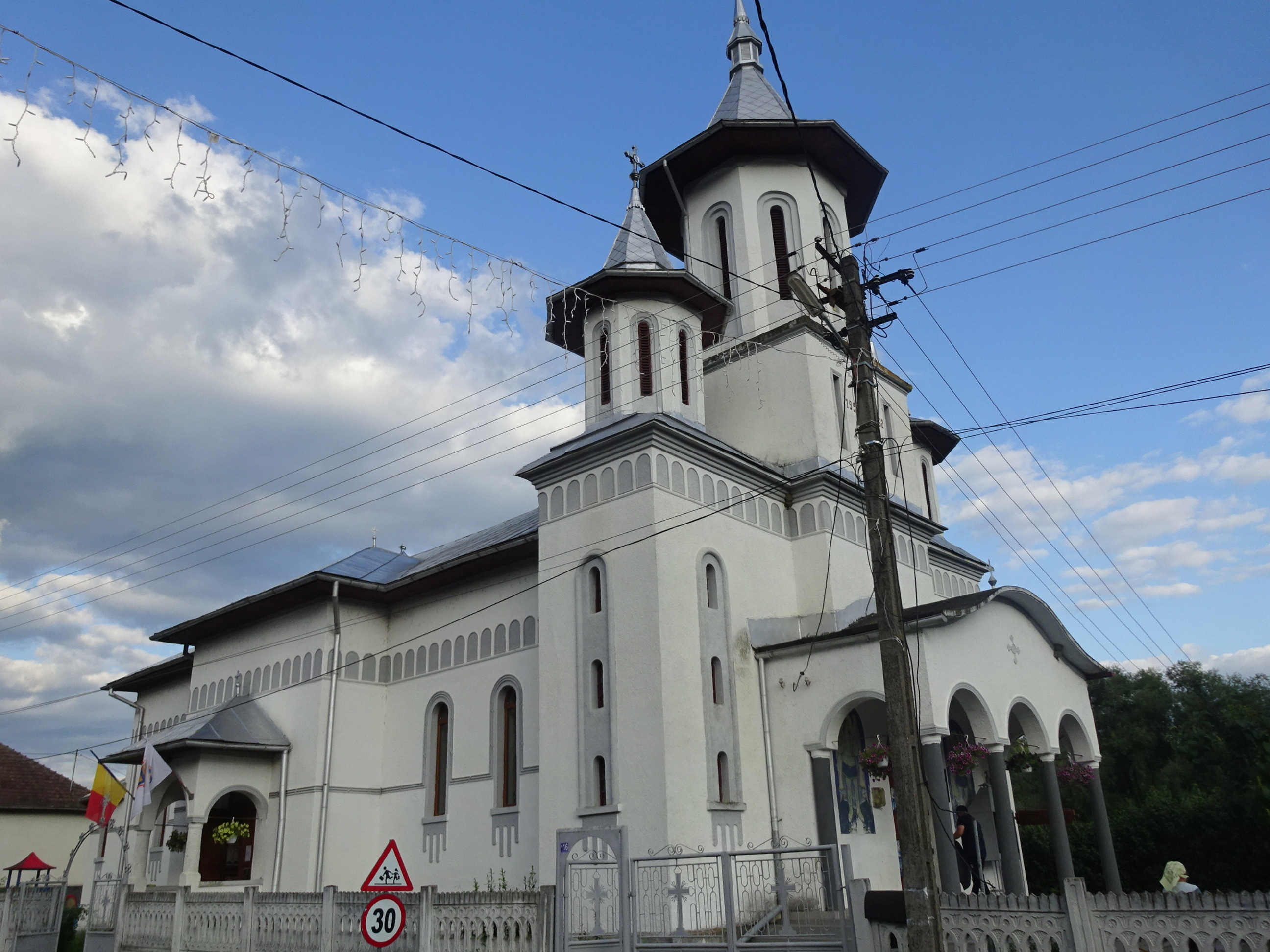
Biserica Sfinții Arhangheli din Voivodeni (1958-1962)
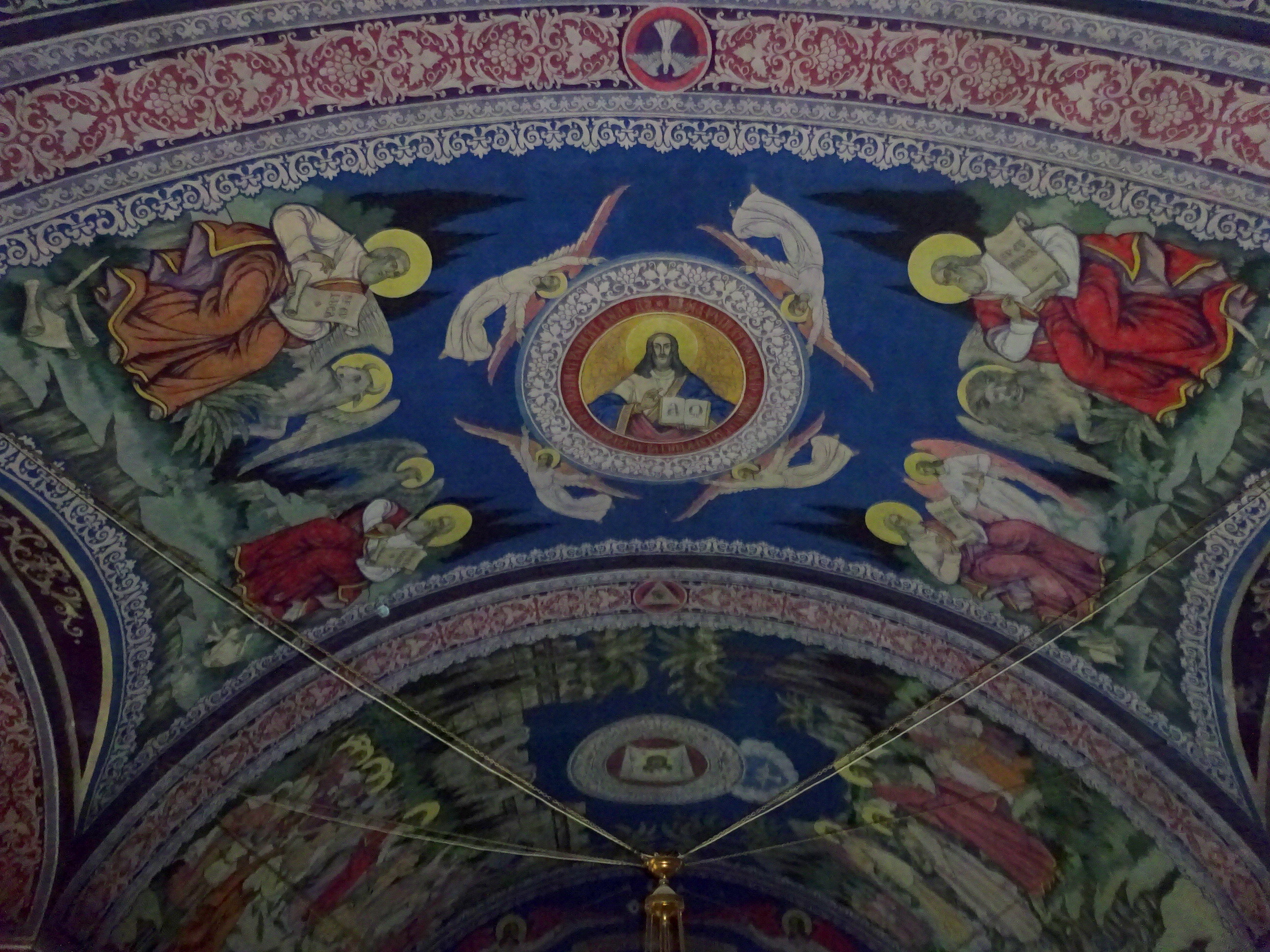
Biserica Sfinții Arhangheli din Voivodeni (1958-1962)
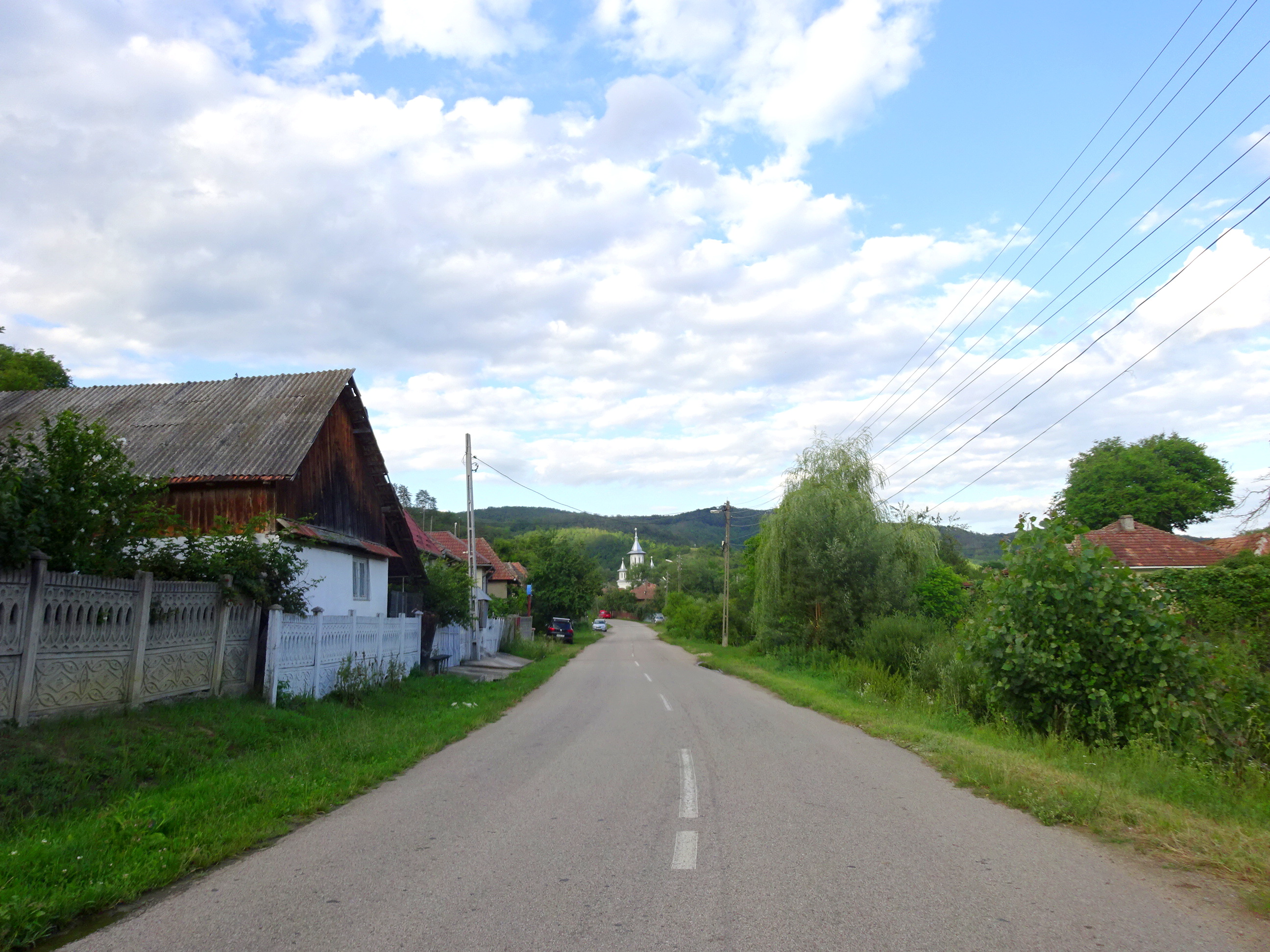
Voivodeni